# Segunda República española en guerra

Bandera de la Segunda República española.

La Segunda República española en guerra es la historia de la Segunda República española durante la guerra civil española de 1936-1939 y que constituye el último período de su historia. El territorio español que permaneció bajo su autoridad tras el golpe de Estado en España de julio de 1936, y que fue denominado zona republicana o zona leal, fue reduciéndose conforme fue extendiéndose la zona sublevada hasta que al final fue completamente ocupada por el bando franquista (que la había llamado durante toda la guerra la zona roja). Durante ese tiempo se sucedieron tres gobiernos: el presidido por el republicano de izquierda José Giral, aunque durante su corto mandato (de julio a septiembre de 1936) el poder real estuvo en manos de los cientos de comités que se formaron cuando estalló la revolución social española de 1936; el siguiente gobierno fue presidido por el socialista Francisco Largo Caballero, el líder de uno de los dos sindicatos (UGT; junto con CNT) habían protagonizado la revolución; y el tercer gobierno fue presidido por el también socialista Juan Negrín, como consecuencia de la caída de Largo Caballero tras los sucesos de mayo de 1937, y que gobernó hasta principios de marzo de 1939, cuando se produjo el golpe de Estado del coronel Casado que puso fin a la resistencia republicana, dando paso a la victoria del bando sublevado encabezado por el general Franco.

## La reacción del gobierno a la sublevación militar de julio de 1936
En la tarde del viernes 17 de julio ya se conocía en Madrid que en el Protectorado de Marruecos se había iniciado una sublevación militar y el gobierno de Santiago Casares Quiroga cursó las primeras órdenes al Ejército, a la Marina y a los gobernadores civiles para que actuaran. Al día siguiente la sublevación se extendió a la península y las organizaciones obreras (CNT y UGT) reclamaron «armas para el pueblo» para acabar con ella, a lo que el gobierno se negó, fundamentalmente porque en aquel momento los republicanos de izquierda temían «tanto o más que el golpe militar de signo antirrepublicano, el desbordamiento del orden social por obra de una acción de masas».

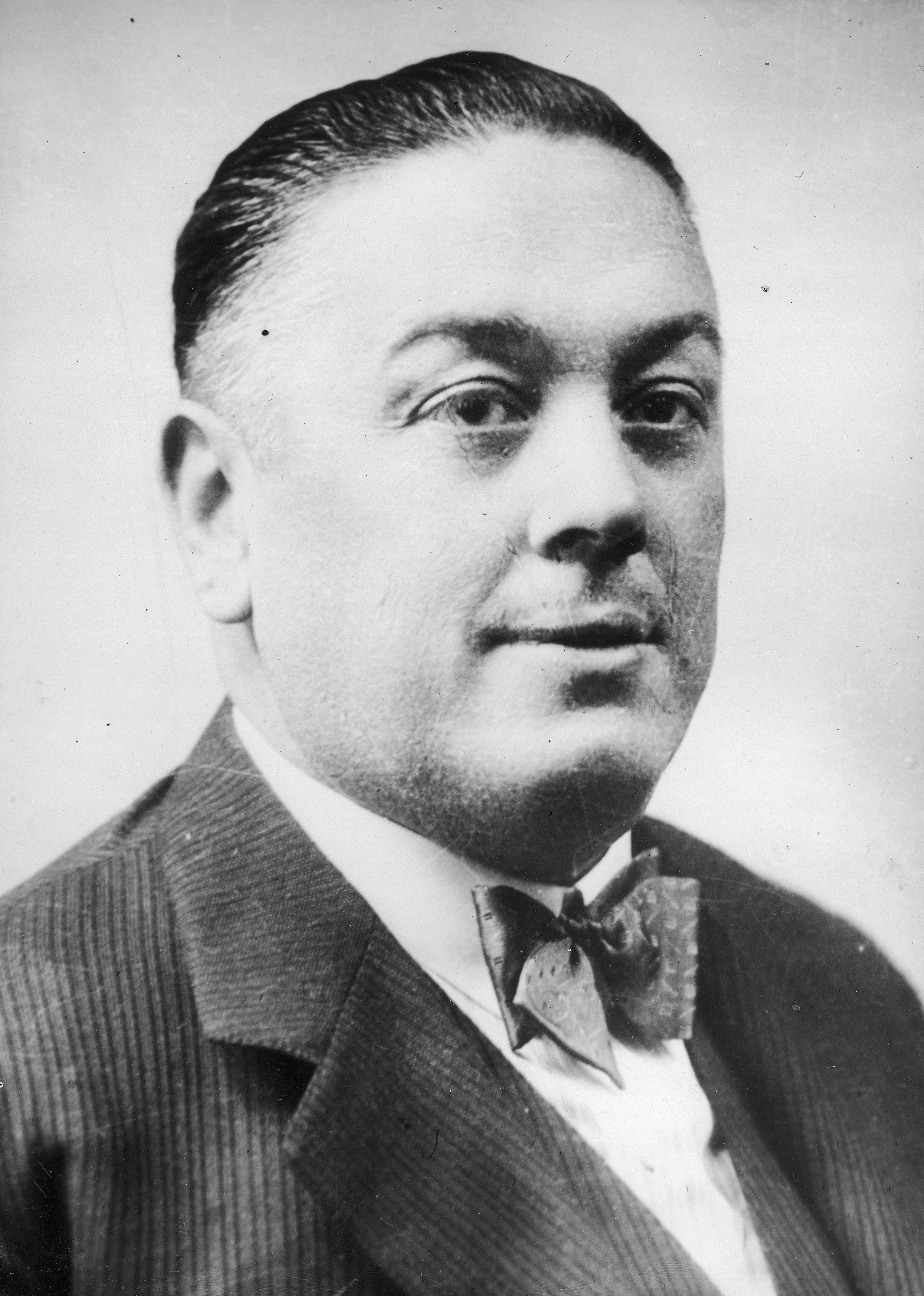
Diego Martínez Barrio

Por la noche de ese sábado 18 de julio Casares Quiroga presentó su dimisión al presidente de la República Manuel Azaña y este encargó a Diego Martínez Barrio, presidente de las Cortes y líder de Unión Republicana, que formara un gobierno con el mayor apoyo político posible, dejando fuera a los dos extremos (la CEDA y el Partido Comunista de España), cuyo objetivo era conseguir «detener la rebelión» sin recurrir al apoyo armado de las organizaciones obreras. Martínez Barrio formó un gobierno que, aunque difería poco del anterior (no consiguió que se integraran en él los socialistas), incluyó a políticos moderados y dispuestos a llegar a algún tipo de acuerdo con los militares sublevados, como el líder del Partido Nacional Republicano Felipe Sánchez Román, que abandonó la coalición del Frente Popular cuando se integró en ella el Partido Comunista, o Justino de Azcárate.
En la madrugada del sábado 18 al domingo 19 de julio, Martínez Barrio habló por teléfono con el general Emilio Mola, «el Director» de la sublevación, pero este se negó rotundamente a cualquier tipo de transacción. «Ustedes tienen sus masas y yo tengo las mías», le dijo Mola al presidente del gobierno. Según la versión franquista posterior este le llegó a ofrecer algunas carteras ministeriales para los sublevados, pero este extremo siempre lo negó Martínez Barrio. Así pues, la pretendida negociación con los rebeldes se saldó con un fracaso, por lo que el «gobierno de conciliación» dimitió a última hora de la tarde del domingo 19 de julio. Azaña nombró como nuevo presidente del gobierno a un hombre de su partido José Giral, que formó un gobierno únicamente integrado por republicanos de izquierda aunque con el apoyo explícito de los socialistas que tomó la decisión de entregar armas a las organizaciones obreras, algo a lo que también se había negado Martínez Barrio porque consideraba que ese hecho traspasaba el umbral de la defensa constitucional y «legal» de la República. Pero a causa de esta decisión el Estado republicano perdió el monopolio de la violencia, por lo que no pudo impedir que se iniciara una revolución social, ya que las organizaciones obreras no salieron a la calle «exactamente para defender la República, a la que se le había pasado la oportunidad, sino para hacer la revolución. A donde no había llegado la República con sus reformas, llegarían ellos con la revolución. (...) Un golpe de estado contrarrevolucionario, que intentaba frenar la revolución, acabó finalmente desencadenándola».

### La polémica sobre la entrega de "armas al pueblo"
El historiador británico Hugh Thomas (en una obra actualizada publicada en castellano en 1976) considera que "los medios constitucionales de oposición al alzamiento constituyeron un fracaso. Esto ocurrió inevitablemente, dado que gran parte de las fuerzas de la ley y el orden -el ejército y la guardia civil- estaban con los rebeldes, que afirmaban ser ellos quienes representaban el orden, pese a estar fuera de la ley. La única fuerza capaz de resistir a los rebeldes era la de los sindicatos y los partidos de izquierdas. Pero, para el gobierno, utilizar esta fuerza significaba aceptar la revolución. No es sorprendente que Casares Quiroga vacilara antes de dar este paso. Pero, en el punto al que habían llegado las cosas en España el 18 de julio por la noche, tal paso era también inevitable. En las ciudades donde habían tenido lugar alzamientos, en Marruecos y en Andalucía, quienes se habían opuesto a ellos habían sido los partidos revolucionarios de izquierdas. En realidad, en muchas poblaciones pequeñas la revolución se anticipó a la rebelión, porque cuando la noticia del alzamiento en Marruecos y en Sevilla llegó a los lugares donde no había guarnición militar, la reacción de las izquierdas, naturalmente no fue la de esperar a que se les atacara. (...) [Cuando el gobierno Giral ordenó a los gobernadores civiles] distribuir todas las armas existentes... en muchos casos estas órdenes llegaron demasiado tarde".
El historiador Julio Aróstegui (en una obra publicada en 2006) considera que el retraso del gobierno en entregar las armas a las organizaciones obreras fue clave para que la sublevación triunfara en determinadas ciudades como Sevilla, Granada o Ávila. La "fatal duda" de los gobiernos de Casares Quiroga y de Martínez Barrio de entregar o no las armas "fue definitoria en la imposibilidad de cortar la sublevación en la raíz... En el momento decisivo estos políticos se negaron a apelar al pueblo... para la defensa armada de la República. Se negaron a entregar las armas de procedencia militar que las organizaciones del proletariado, partidos y sindicatos, reclamaban... e impidieron en muchos casos que los gobernadores civiles y otras autoridades subalternas se pusieran decididamente al frente de los movimientos defensivos populares. Hubo casos claros donde esta parálisis fue la mejor baza de los sublevados".
El historiador Julián Casanova (en una obra publicada en 2007) considera un mito la idea de que fue "el pueblo en armas" quien venció a los rebeldes en las calles de las principales ciudades españolas. El factor decisivo, según Casanova, fue la actitud de los militares, incluidos los que dirigían las fuerzas de orden público, pues los militantes obreros solo pudieron "combatir a los sublevados allí donde la fidelidad de algunos mandos militares, o la indecisión de otros, lo permitió. Madrid y Barcelona constituyen buenos ejemplos, aunque también Valencia, Jaén o San Sebastián".
El historiador Francisco Alía Miranda comparte la tesis defendida por Julián Casanova, pues según él la causa principal del éxito de la sublevación en unas provincias y del fracaso en otras fue la postura que adoptaron los jefes militares en cada una de ellas, y no factores sociales o políticos, como se pudo comprobar en los casos de Madrid y Barcelona donde la rebelión fracasó «porque los militares sublevados no contaron con apoyo suficiente por parte de sus compañeros». Sin embargo, según Alía Miranda, también tuvo importancia la respuesta que dieron las autoridades republicanas a la sublevación, ya que cada gobernador civil actuó de manera diferente. Allí donde actuaron con «celeridad, diligencia y energía» consiguieron detener la rebelión (como en Málaga, Huelva, Almería, Badajoz, Oviedo, Ciudad Real, Cuenca y Jaén), mientras que donde apenas hicieron nada, «por parsimonia, indecisión o ignorancia» la rebelión triunfó (como en Logroño, Cáceres y Guipúzcoa).

## La revolución social de 1936 y el gobierno de José Giral (julio-septiembre 1936)
"Hubo muchas gentes procedentes de la masa proletaria que interpretaron el alzamiento militar más como la ocasión y la justificación de un cambio radical de vida y la posibilidad de promover el cambio social total que como la necesidad de empuñar las armas en una guerra". Para muchos obreros y campesinos había llegado el momento de hacer realidad los cambios que mejoraran realmente sus condiciones de vida y que las reformas de la República no habían conseguido. Ahora tantas expectativas frustradas era posible alcanzarlas.
Y ahí residió una de las paradojas de la situación del verano de 1936, que el golpe de Estado militar que dijo falsamente querer aplastar una revolución inexistente fue el que "abrió las puertas a la revolución". "Fue el levantamiento militar el que creó las condiciones para que determinadas pretensiones de cambio revolucionario pudieran encontrar la ocasión de su puesta en marcha. (...) La rebelión fue así una respuesta a la sublevación. En forma alguna ocurrió lo contrario, como pretendieron siempre los sublevados y el régimen posterior. Al hundimiento del poder establecido de las instituciones republicanas y a la aparición de poderes paralelos se añadió el proceso revolucionario, el dirigido a acabar con el orden existente".

### La revolución social de 1936

Escudo del Consejo Regional de Defensa de Aragón, órgano creado durante la Revolución social española de 1936

La entrega de armas a los partidos y organizaciones obreras hizo que éstas constituyeran rápidamente "milicias armadas para hacer frente a la rebelión en el terreno militar y para proceder a una profunda revolución social (desentendiéndose de las autoridades republicanas, a las que no derribaron): incautaron y colectivizaron explotaciones agrarias y empresas industriales y mercantiles para asegurar la continuidad de la producción y distribución de bienes, y se hicieron cargo del mantenimiento de las principales funciones competencia del Estado. La producción, el abastecimiento de la población, la vigilancia, la represión, las comunicaciones y el transporte, la sanidad, quedaron en manos de comités sindicales, que en no pocas localidades suprimieron la moneda para sustituirla por vales. Ante el hundimiento de los mecanismos del poder público ["un gobierno que reparte armas es un gobierno que se ha quedado sin instrumentos para garantizar el orden público e imponer su autoridad"], surgió en el verano de 1936 un nuevo poder obrero, que era a la vez militar, político, social, económico”. "La revolución quedó así bajo dominio sindical. Colectivizar una empresa o una finca equivalía a situarla bajo el control de comités formados por representantes de la CNT o de la UGT o de ambos conjuntamente: sellos con la leyenda Comité local CNT-UGT aparecieron ya en los últimos días de julio. Para los militantes obreros, revolución era pueblo trabajador en armas, destrucción del viejo orden social y de sus símbolos, muerte de sus representantes, proclamación del comienzo de una nueva sociedad y creación de comités que se hacían cargo de todo el poder local. Revolución era abolición de la gran y mediana propiedad y hundimiento del Estado, con la proclamación de un nuevo orden social colectivista pero sin creación de ningún poder político central por encima de los comités sindicales: el nuevo poder que se construía sobre las cenizas del poder hundido era un poder sindical y local".

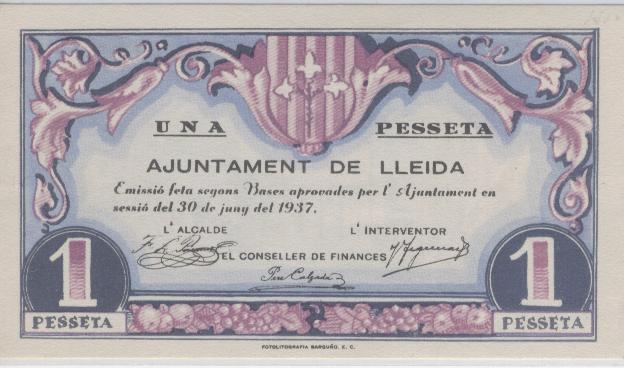
Billete de una peseta emitido en 1937 por el Ayuntamiento de Lérida.

Pero la revolución que se desencadenó tuvo distinto calado según los territorios. "En Cataluña, lo característico fue la revolución social protagonizada por la CNT, que procedió a la colectivización de la industria mientras respetaba, si no el fruto, al menos la propiedad de la tierra y dejaba subsistir un gobierno "burgués" en el Palacio de la Generalidad de Cataluña. En Aragón, las columnas de milicianos impusieron una colectivización de la tierra contra la voluntad de una clase de pequeños y medianos propietarios y establecieron un órgano de poder político -el Consejo de Aragón- al margen de la legalidad republicana, mientras en extensas zonas de Castilla la Nueva, Valencia y Andalucía se produjo una colectivización de la tierra por los sindicatos campesinos que ocuparon las fincas abandonadas por sus propietarios y el poder político local pasó a manos de comités conjuntos de sindicatos y partidos. En el País Vasco, sin embargo, donde el PNV había rechazado la coalición con la CEDA en las elecciones de febrero de 1936 y apoyado a la izquierda en la tramitación del Estatuto de Autonomía, finalmente aprobado el 1 de octubre de 1936, no hubo revolución social y un partido católico y nacionalista se mantuvo hasta junio de 1937 al frente de un gobierno autónomo con poder sobre poco más que el territorio de Vizcaya".
Los comités que surgieron por todas partes eran autónomos y no reconocían límites a sus actuaciones. "Podían colectivizar industrias, requisar cosechas o materias primas, formar milicias, sellar vales o salvoconductos si así les parecía. Un poder tan atomizado y disperso, tan autónomo y discrecional,... explica que la española de 1936 fuera una de las revoluciones socialmente más profundas del siglo XX y una de las más volubles políticamente". Por lo que pronto se planteó el problema de que no se había constituido ningún tipo de poder (o de organización) que centralizara recursos y coordinara actuaciones. Y la paradoja fue que, al mismo tiempo, esta revolución tampoco acabó con el Estado republicano, sino que simplemente lo ignoró y lo redujo a la inoperancia. En Cataluña, donde las organizaciones obreras -fundamentalmente la CNT- controlaban completamente la situación, se constituyó el Comité Central de Milicias Antifascistas, pero el gobierno de la Generalidad de Cataluña no fue destituido y continuó en su puesto. En Valencia apareció el Comité Ejecutivo Popular. En Málaga y Lérida surgieron sendos Comités de Salud Pública. En Santander, Gijón y Jaén, comités provinciales del Frente Popular. En Vizcaya, una Junta de Defensa. En Madrid se constituyó un Comité Nacional del Frente Popular, que organizaba milicias y la vida de la ciudad, pero junto a él seguía existiendo el gobierno de José Giral formado solo por republicanos de izquierda.

### El gobierno Giral (19 de julio-3 de septiembre de 1936)
El gobierno Giral, a pesar de que el poder real no estaba en sus manos, no dejó de actuar, especialmente en el plano internacional. Fue este gobierno el que pidió la venta de armas al gobierno del Frente Popular de Francia, y al no conseguirla, luego a la Unión Soviética, y para lo cual dispuso de las reservas del oro del Banco de España. En el plano interior destituyó a los funcionarios sospechosos de apoyar la sublevación y dictó las primeras medidas para intentar controlar las "ejecuciones" indiscriminadas, arbitrarias y extrajudiciales de "fascistas" que llevaban a cabo decenas de "tribunales revolucionarios", también conocidos como "checas", montadas por las organizaciones y partidos obreros que habían impuesto el "terror rojo" en Madrid y en otros lugares. Así inmediatamente después de producirse los trágicos sucesos de la cárcel Modelo de Madrid, durante los cuales fueron asesinados por milicianos políticos y personas de derechas, el gobierno Giral creó los tribunales especiales "para juzgar los delitos de rebelión y sedición y los cometidos contra la seguridad del Estado", que estarían formados por "tres funcionarios judiciales, que juzgarían como jueces de derecho, y catorce jurados que decidirían sobre los hechos de la causa". Sin embargo estos "tribunales populares" no acabaron con las actividades de las "checas" que siguieron asesinando "fascistas" mediante los "paseos" (detenidos ilegalmente que eran asesinados inmediatamente y cuyos cadáveres eran arrojados en una cuneta o junto a la tapia de un cementerio) o las "sacas" (excarcelaciones de presos que supuestamente iban a ser puestos en libertad pero que en realidad eran llevados al paredón).
Sin embargo, el gobierno Giral solo estaba integrado por los republicanos de izquierda, por lo que no representaba en absoluto a las fuerzas que estaban llevando a cabo la intensa movilización social, política y militar abierta con la sublevación de julio de 1936. Así pues, cuando el 3 de septiembre de 1936 el Ejército de África sublevado tomó Talavera de la Reina (ya en la provincia de Toledo, después de haber ocupado Extremadura), José Giral, falto de apoyos y de autoridad, presentó la dimisión al presidente de la República Manuel Azaña, para que le pudiera sustituir un Gobierno que representara "a todos y cada uno de los partidos políticos y organizaciones sindicales y obreras de reconocida influencia en la masa del pueblo español".

## El gobierno de Largo Caballero (septiembre 1936-mayo 1937)

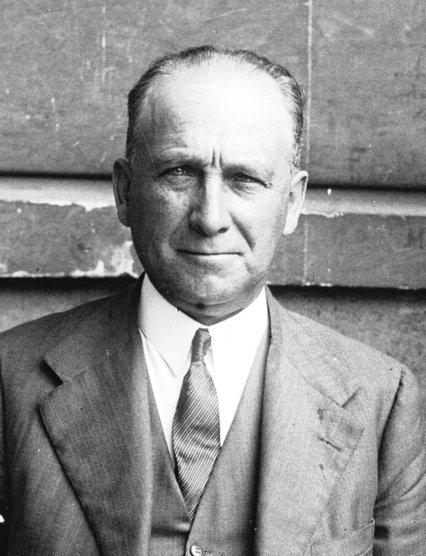
Francisco Largo Caballero

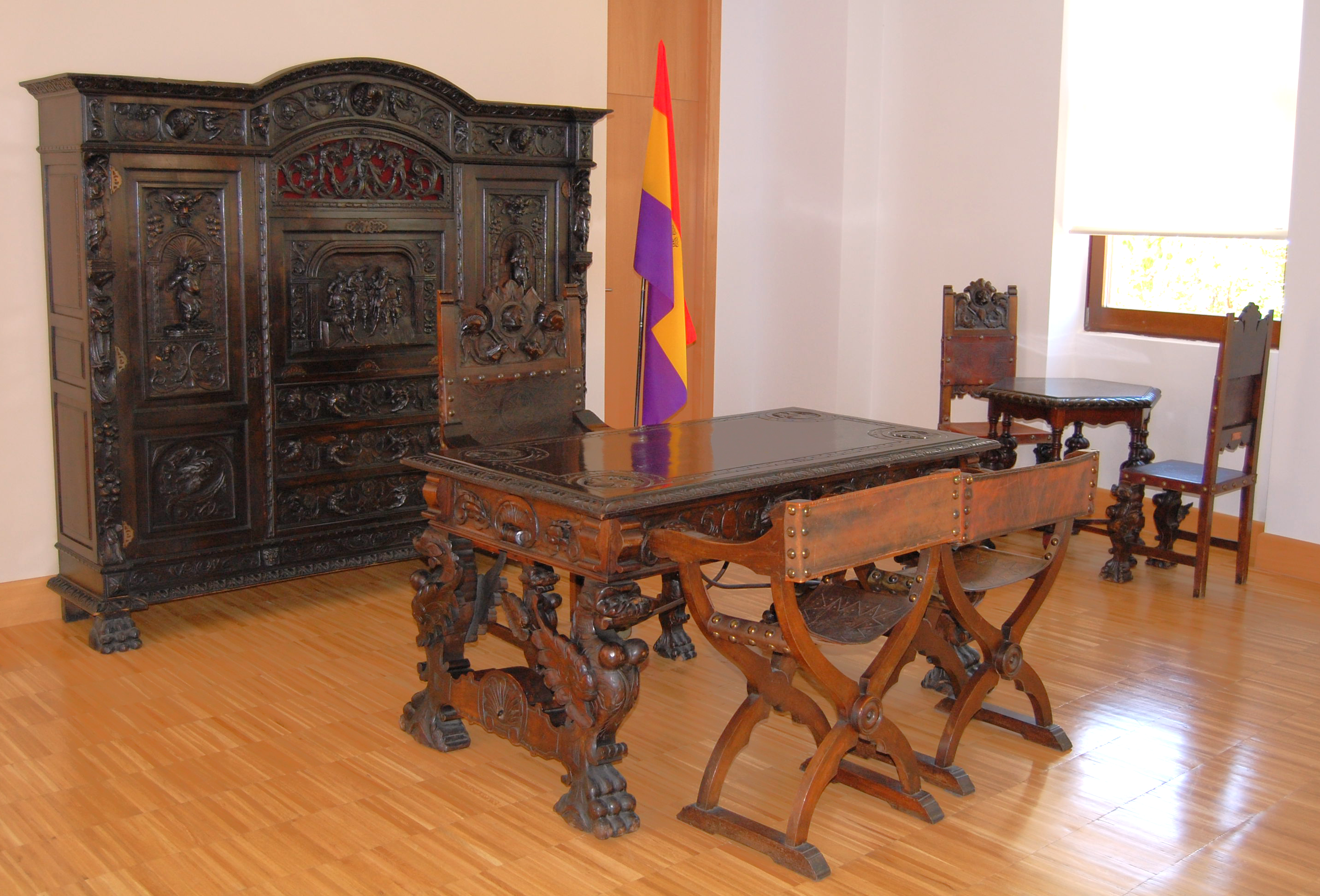
Despacho de Francisco Largo Caballero, conservado en los Archivos del Movimiento Obrero en Alcalá de Henares.

Tras la dimisión de Giral, el presidente de la República Manuel Azaña encargó la formación de un "gobierno de coalición" a Francisco Largo Caballero, el líder socialista de UGT, una de las dos centrales sindicales que estaban protagonizando la revolución. Largo Caballero, que además de la presidencia asumió el ministerio clave de Guerra, entendió este gobierno como una gran "alianza antifascista", y así dio entrada en el gabinete al mayor número posible de representaciones de los partidos y sindicatos que luchaban contra la rebelión "fascista" (como llamaban las organizaciones obreras a la sublevación militar de julio). Así, en el mismo hubo dos ministros socialistas "largocaballeristas" (Ángel Galarza en Gobernación y Anastasio de Gracia en Industria y Comercio), tres socialistas "prietistas" (el mismo Indalecio Prieto en Marina y Aire; Julio Álvarez del Vayo en Estado; Juan Negrín en Hacienda), dos comunistas (Jesús Hernández en Instrucción Pública y Vicente Uribe en Agricultura), cuatro republicanos (Bernardo Giner de los Ríos en Comunicaciones; Julio Just en Obras Públicas; Mariano Ruiz Funes en Justicia y José Giral, sin cartera), uno de la Esquerra Republicana de Cataluña (José Tomás Piera en Trabajo) y uno del PNV (Manuel de Irujo, sin cartera, que se sumó al gobierno unos días después). Pero este gobierno no se completó realmente hasta dos meses después, cuando el 4 de noviembre (en el momento en que las tropas sublevadas ya estaban a las afueras de Madrid) se integraron en él cuatro ministros de la CNT, entre ellos la primera mujer que fue ministra en España, Federica Montseny, ministra de Sanidad, junto con Joan García Oliver, nuevo ministro de Justicia, que desplazó a Ruiz Funes, y Joan Peiró y Juan López, que se repartieron el ministerio de Industria y Comercio. La "unidad antifascista" era ya así un hecho. Con una excepción, la de los comunistas antiestalinistas del POUM, cuya presencia en el gabinete fue vetada por el PCE.
El nuevo gobierno de Largo Caballero, autoproclamado "gobierno de la victoria", enseguida concluyó que había que dar prioridad a la guerra, y de ahí el programa político que puso en marcha inmediatamente: creación de un nuevo ejército y unificación de la dirección de la guerra (se empezó por arriba creando un Estado Mayor, cuya primera directiva fue organizar el frente en cuatro teatros de operaciones, Centro, Aragón, Andalucía y Norte, reconstruyendo así, al menos sobre el papel, la unidad del ejército republicano; a continuación militarizó las milicias con la creación de las brigadas mixtas, a las que deberían incorporarse aquellas, y creó el cuerpo de comisarios), nacionalización de las industrias de guerra, centralización y coordinación de la actividad económica, defensa de la pequeña y mediana propiedad, contención de los experimentos de revolución social, pactos de unidad de acción entre partidos y sindicatos. Así pues, los dirigentes sindicales de UGT y CNT al aceptar e impulsar este programa "estuvieron de acuerdo en que la implantación del comunismo libertario, a que aspiraba la CNT, o de la sociedad socialista, que pretendía la UGT, debía esperar al triunfo militar".
Pero todas estas medidas no consiguieron que el ejército republicano consiguiera al menos paralizar el avance hacia Madrid del Ejército de África (solo hacerlo más lento), y el 6 de noviembre ya estaba a punto de entrar en la capital. Ese día el gobierno, en cuya reunión participaron por primera vez los cuatro ministros de la CNT, decidió abandonar Madrid y trasladarse a Valencia, encomendando la defensa de la ciudad al general Miaja que debería formar una Junta de Defensa de Madrid. "Una salida precipitada, mantenida en sigilo, sobre la que no se dio explicación pública alguna". "Quienes se quedaron en Madrid no pudieron interpretar estos hechos sino como una vergonzosa huida... sobre todo porque los madrileños fueron capaces de organizar su defensa. Madrid resistió el primer embate y rechazó los siguientes, deteniendo así el avance del ejército rebelde". Sin embargo, hay historiadores que opinan que la decisión de Largo Caballero, de un enorme coste político para él del que no se repuso (el mito del "Lenin español" comenzó a declinar), "seguramente fue beneficiosa para la defensa de la capital". Por otra parte, era tal el optimismo de las tropas franquistas y sus partidarios que la emisora Radio Lisboa llegó a informar, de forma precipitada, de la caída de la ciudad a manos nacionalistas (narrando incluso la entrada triunfal de Franco en Madrid a lomos de un caballo blanco).

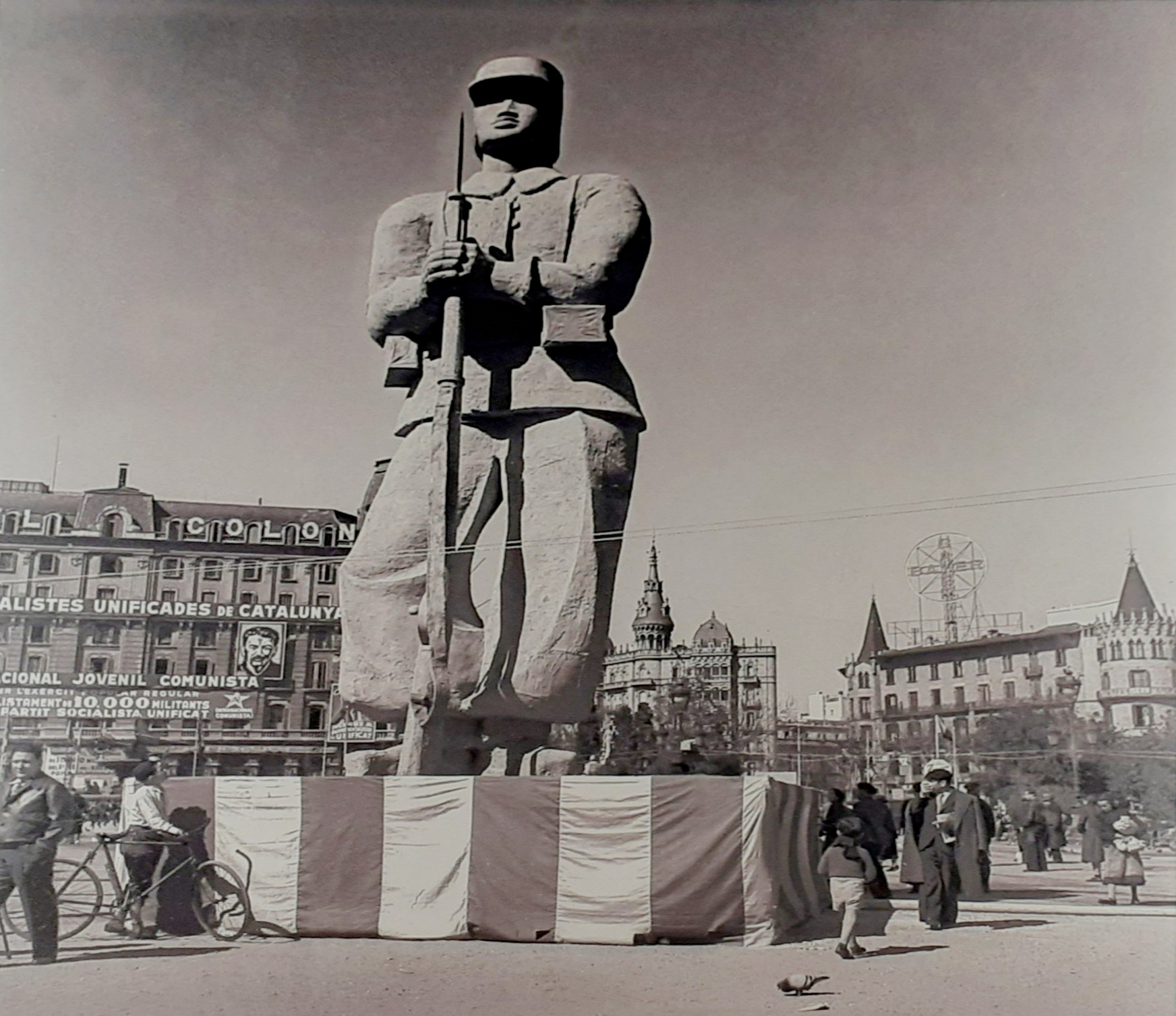
Escultura levantada en la plaza de Cataluña de Barcelona en marzo de 1937 en homenaje al Soldat del Poble (al soldado del Ejército Popular de la República). En su realización colaboraron varios artistas como Josep Bartolí.

El segundo gran objetivo del gobierno de Largo Caballero fue restablecer la autoridad del gobierno y de los poderes del Estado. Con este fin se promulgó un decreto que colocaba bajo la autoridad de unos Consejos Provinciales presididos por los gobernadores civiles a todos los comités y juntas de defensa y los comités revolucionarios locales fueron sustituidos por consejos municipales "integrados proporcionalmente por todas las organizaciones sindicales y partidos antifascistas".
Pero no se resolvieron las tensiones con los gobiernos de las "regiones autónomas" de Cataluña y el País Vasco, ni con los consejos regionales que habían surgido en otros sitios. En Cataluña, el gobierno de la Generalidad, que el 26 de septiembre incorporó a varios consellers de la CNT y el POUM por lo que el Comité de Milicias quedó disuelto, organizó su propio ejército y el 24 de octubre aprobó el decreto de colectividades, cuestiones ambas que excedían el ámbito de sus competencias. En cuanto al País Vasco, el 1 de octubre las Cortes aprobaban el Estatuto de Autonomía de Euskadi y el nacionalista vasco José Antonio Aguirre fue investido "lehendakari" del gobierno vasco, entre cuyos miembros no incluyó a ningún representante de la CNT (en el País Vasco no había habido revolución social ni apenas violencia anticlerical y las iglesias continuaron abiertas). Aguirre construyó un Estado "cuasi soberano" sobre el territorio vasco que todavía no había sido ocupado por el bando sublevado y que prácticamente se reducía a Vizcaya. Además de una policía vasca, la Ertzaina, creó un ejército propio y no aceptó el mando del general que envió el gobierno de Madrid para ponerse al frente del Ejército del Norte. En cuanto al Consejo de Aragón, el gobierno de Largo Caballero no tuvo más remedio que legalizarlo, por lo que la mitad oriental de Aragón que estaba dentro de la zona republicana "contó con sus propios órganos de policía, efectuó requisas, controló la economía colectivizada y administró justicia".
El éxito en la defensa de Madrid favoreció la aparición de dos nuevos poderes que resultarían factores decisivos en el porvenir del gobierno de Largo Caballero: los nuevos jefes militares que dirigieron con éxito las operaciones y consiguieron paralizar los intentos del ejército sublevado de tomar o envolver a la capital; y los comunistas, fortalecidos por los envíos de armamento de la Unión Soviética y por la presencia de las Brigadas Internacionales, ya que, además, fueron los más firmes defensores del orden y de la disciplina militares y de la "gran tarea de defender Madrid".

### Los "sucesos de mayo de 1937"
En la primavera de 1937, tras la decisión del Generalísimo Franco de poner fin por el momento a la toma de Madrid después de la victoria republicana en la batalla de Guadalajara, se abría la perspectiva de una guerra larga y pronto estalló la crisis entre las fuerzas políticas que apoyaban a la República. «El problema político en el interior de la alianza caballerista se fue acentuando desde noviembre a mayo en muy diversos frentes. La actitud de los comunistas que buscan claramente su preeminencia política y militar, y su insistencia de llegar a una forma de unión orgánica entre ellos y los socialistas [algo que ya se había alcanzado en Cataluña con la formación del PSUC], la constante indisciplina de los anarcosindicalistas [que siguieron actuando autónomamente a pesar de estar integrados en el gobierno] y la propia ruptura permanente en el seno del socialismo, entre el ala moderada ["prietista"] que controla la ejecutiva del partido y el ala izquierda o caballerista, constituyen los extremos más relevantes que abocan a esas disensiones. La proclividad de Caballero de apoyarse especialmente en los sindicalistas, que hace que se hablase de su intención de establecer un gobierno sindical, era otra fuente de problemas. El descontento entre todas esas fuerzas y de todas ellas con Caballero se acentúa desde marzo. El PCE empieza ya a criticar seria y públicamente al jefe del gobierno... Se critica duramente su política militar, su oposición al mando único en el Ejército, la supuesta postergación de los militares comunistas, su inclinación a los sindicatos»".
El conflicto fundamental fue el que enfrentó a los anarquistas de la CNT, a los que sumaron los comunistas antiestalinistas del POUM (calificados como «trotskistas» por los comunistas del PCE), que defendían la compatibilidad de la revolución con la guerra, y a los comunistas del Partido Comunista de España (PCE) y del PSUC en Cataluña, que entendían que la mejor forma de frenar la sublevación militar era aglutinar a todas las fuerzas de la izquierda política, incluidos los partidos de la pequeña y mediana burguesía, por lo que debía paralizarse la revolución social y dar prioridad a la guerra. Sin embargo, Santos Juliá afirma, en contra de la opinión de otros historiadores, que en la primavera de 1937 entre las fuerzas que apoyaban al gobierno de Largo Caballero «la divisoria no corría entre guerra y revolución sino entre partidos y sindicatos» porque la prioridad dada a la guerra ya se había decidido el 4 de septiembre cuando se formó el gobierno de Largo Caballero, al que dos meses después se sumaron los cuatro ministros anarquistas.
La crisis estalló por los enfrentamientos iniciados en Barcelona el lunes 3 de mayo de 1937 cuando un destacamento de la Guardia de Asalto por orden de la Generalidad de Cataluña intentó recuperar el control sobre el edificio de la Telefónica en la plaza de Cataluña, en poder de la CNT desde las jornadas «gloriosas» de julio de 1936. Varios grupos anarquistas respondieron con las armas y el POUM se sumó a la lucha. En el otro bando, la Generalidad y los comunistas y socialistas unificados en Cataluña bajo un mismo partido (el PSUC) hicieron frente a la rebelión, que ellos mismos habían provocado, y la lucha se prolongó varios días. Barcelona se llenó de barricadas y de heridos y muertos (cuatrocientos muertos y mil heridos fue la cifra oficial). El gobierno central con sede en Valencia envió a Barcelona un primer contingente de dos mil guardias de asalto (que en los días siguientes alcanzaría la cifra de cinco mil) respondiendo la petición de ayuda que formuló el presidente de la República, Manuel Azaña, que entonces tenía su sede oficial en el Palacio de Pedralbes en Barcelona. También salió para Barcelona una delegación encabezada por dos de los cuatro ministros anarquistas, Joan García Oliver y Federica Montseny, y por el secretario del Comité Nacional de la CNT Mariano Rodríguez Vázquez, que nada más llegar hicieron un llamamiento a sus correligionarios en favor de un alto el fuego «por la unidad antifascista, por la unidad proletaria, por los que cayeron en la lucha». El viernes 7 de mayo la situación pudo ser controlada por las fuerzas de orden público enviadas desde Valencia, ayudadas por militantes del PSUC, aunque la Generalidad pagó el precio de que le fueron retiradas sus competencias sobre orden público.

### La caída del gobierno de Largo Caballero y la designación de Negrín
Los "sucesos de mayo de 1937" en Barcelona tuvieron una repercusión inmediata en el gobierno de Largo Caballero. La crisis la provocaron el día 13 de mayo los dos ministros comunistas que amenazaron con dimitir si Largo Caballero no dejaba el Ministerio de la Guerra (el PCE especialmente desde la caída de Málaga el 8 de febrero le hacía responsable de las continuas derrotas republicanas), y que disolviera el POUM. En este ataque a Largo Caballero contaban con el apoyo de la fracción socialista de Indalecio Prieto, que controlaba la dirección del PSOE, que como los comunistas querían eliminar del gobierno a las organizaciones sindicales, UGT y CNT, y reconstruir el Frente Popular (para ello el PSOE y el PCE había constituido el 15 de abril comités de enlace sin contar para nada con la UGT). Largo Caballero se negó a aceptar las dos condiciones de los comunistas y dos días después, el 15 de mayo, la CNT y la UGT hicieron público su apoyo al presidente del Gobierno y propusieron «un Gobierno sustentado en las organizaciones obreras». Al no encontrar los apoyos suficientes para su gobierno Largo Caballero dimitió el 17 de mayo y el presidente Manuel Azaña, que también estaba en desacuerdo con la presencia de las dos centrales sindicales en el gobierno, nombró a un socialista «prietista», Juan Negrín, nuevo jefe de Gobierno. Al día siguiente el órgano de la CNT Solidaridad Obrera declaraba en su editorial: «Se ha constituido un gobierno contrarrevolucionario».
Que el designado por Azaña fuera Negrín y no Indalecio Prieto, que era lo que casi todos esperaban, ha sido objeto de debate. Hoy parece claro que la razón no fue que Negrín fuera el «candidato de los comunistas» (como durante mucho tiempo se sostuvo), sino que Prieto, el líder del sector moderado del socialismo, no podía suceder al jefe del ala contraria, mientras que Negrín, aunque era amigo y colaborador de Prieto, no tenía ninguna fracción detrás. Asimismo Negrín mantenía buenas relaciones con todas las fuerzas del Frente Popular, incluido el sector «caballerista», y también con la CNT, y, además, tenía experiencia en el campo internacional, lo que sería útil en caso de tener que recurrir a la mediación de las potencias europeas para poner fin a la guerra (esto último es lo que al parecer pensaba Azaña, que era bastante pesimista en cuanto a las posibilidades de victoria de la República). También contaron las dotes de organizador de Negrín que había demostrado al frente del Ministerio de Hacienda en el gobierno de Largo Caballero. De todas formas en el nuevo gobierno Indalecio Prieto fue el que ocupó la cartera clave, la de Guerra, a la que se unieron Marina y Aire, dando nacimiento al nuevo Ministerio de Defensa. El presidente Azaña explicó así la designación de Negrín en sus Memorias:

Me decidí a encargar del Gobierno a Negrín. El público esperaba que fuese Prieto. Pero estaba mejor Prieto al frente de los ministerios militares reunidos, para los que fuera de él no había candidato posible. Y en la presidencia, los altibajos de humor de Prieto, sus repentes, podían ser un inconveniente. Me parecía más útil, teniendo Prieto una función que llenar, importantísima, adecuada a su talento y a su personalidad política, aprovecar en la presidencia la tranquila energía de Negrín. (...) Parece hombre enérgico, resuelto y, en ciertos aspectos, audaz. Algunos creerán que el verdadero jefe del Gobierno será Prieto. Se engañan

## Los gobiernos de Juan Negrín (mayo 1937-marzo 1939)

### El primer gobierno de Juan Negrín (mayo 1937-abril 1938)
El gobierno de Negrín tenía como objetivo fundamental poner fin a la «etapa revolucionaria» de los primeros diez meses de la guerra. Por ello la composición del gobierno ya no tuvo el carácter sindical del anterior presidido por Largo Caballero, sino que respondió a la reconstrucción del Frente Popular basada en los dos principales partidos de aquellos momentos en la España republicana, el Partido Socialista Obrero Español (recompuesto tras la desaparición como fuerza de primera línea del «caballerismo») y el Partido Comunista de España, muy lejos de la reducida implantación que tenía antes de julio de 1936 al haber demostrado una enorme capacidad organizativa en el caos de los primeros meses de la guerra (y cuyo símbolo era el Quinto Regimiento, piedra angular del nuevo Ejército Popular Republicano) y al haber defendido una política moderada dentro de la órbita del Frente Popular, además de contar con el prestigio derivado de la ayuda militar que la Unión Soviética prestaba a la República. Asimismo con este gobierno el discurso sobre la guerra cambió y de la «guerra revolucionaria» se pasó a una «guerra nacional» contra los invasores alemán e italiano y sus aliados franquistas españoles.
El nuevo gobierno estaba formado por tres ministros socialistas, que ocupaban las posiciones fundamentales (el propio Negrín, Indalecio Prieto y Julián Zugazagoitia), dos republicanos de izquierda, uno del PNV y otro de Esquerra Republicana de Cataluña, y dos comunistas. Los sindicatos UGT y CNT no quisieron participar, aunque siguió abierta la posibilidad para que se integraran. Sin duda, el hombre clave en el nuevo gobierno era Indalecio Prieto sobre el que recayó toda la responsabilidad en la conducción de la guerra, al ser nombrado al frente del nuevo Ministerio de Defensa. Según Santos Juliá, detrás de este gobierno estaba Manuel Azaña, que pretendía «un gobierno capaz de defenderse en el interior y de no perder la guerra en el exterior. Con Largo Caballero, no había sido posible ni lo uno ni lo otro: en el interior continua cesión de terreno; en el exterior, descrédito de la República y farsa de la no intervención. Con Prieto a cargo de un Ministerio de Defensa unificado, sería posible defenderse; con Negrín en la presidencia, se podían abrigar esperanzas de no perder la guerra en el exterior». Esta influencia de Azaña en el gabinete también se puede concretar por la presencia de José Giral, un hombre de la plena confianza del presidente de la República, al frente del ministerio de Estado, una cartera muy importante dada la internacionalización de la guerra civil española.
Así pues, la política del gobierno de Negrín tuvo dos ejes fundamentales: convertir al Ejército Popular Republicano en una fuerza armada capaz de ganar la guerra o al menos capaz de conseguir una paz «digna», para lo que era necesario también consolidar la reconstrucción del Estado republicano, en todos sus ámbitos, lo que serviría además para proyectar hacia el exterior la imagen de una república democrática homologable a otros regímenes parlamentarios europeos; y cambiar la política de «no intervención» del Reino Unido y Francia, que hasta aquel momento solo había servido para fortalecer al bando franquista.
El gran derrotado de esta línea política fue el sindicalismo, tanto el de la UGT y como el de la CNT, que no «hacen sino perder posiciones y peso en la política republicana. La CNT entra en franca crisis y abandona también el gobierno de la Generalidad de Cataluña, mientras que en agosto [de 1937], en el Pleno de Valencia, se reforma la estructura misma del anarcosindicalismo desapareciendo de hecho la FAI y apareciendo el Movimiento Libertario. (...) El caso de UGT fue más complicado si cabe... [ya que] en el seno del sindicato se produce en el verano de 1937 una lucha entre caballeristas y amigos del gobierno que llega a la existencia de dos Comisiones Ejecutivas en el período octubre de 1937 y febrero de 1938. Escisión que acabó formalmente en esta última fecha pero con la salida de Caballero».
La política interior del gobierno de Negrín, cuyo objetivo fundamental era la reconstrucción del Ejército Popular acompañada por la del Estado republicano, se concretó en:
- La culminación de la formación del Ejército Popular Republicano. Bajo la autoridad de Indalecio Prieto, se estableció un Estado Mayor Central de las Fuerzas Armadas, al frente del cual se nombró al coronel Vicente Rojo, que tomó a su cargo la expansión del "Ejército popular" y la organización y la ejecución de las operaciones militares.
- La continuación de la recuperación por el gobierno central de todos los poderes, con la justificación de que la dirección de la guerra así lo reclamaba. Esta fue la política más criticada, ya que el gobierno no tuvo ningún reparo en mandar a la 11.ª División del comandante comunista Enrique Líster para que disolviera el Consejo de Aragón, último baluarte de la CNT, y detuviera a sus dirigentes. Por otra parte, la ocupación de la franja cantábrica por los rebeldes que se completó en noviembre de 1937, puso fin a los organismos políticos autónomos que allí actuaban, singularmente el gobierno vasco. Si a eso le unimos la pérdida de las competencias de orden público de la Generalidad de Cataluña, tras los sucesos de mayo de 1937, se verá que a finales de 1937 la República veía ahora más unificado su poder.
- El mantenimiento del orden público y la seguridad. Con Zugazagoitia en Gobernación y Manuel Irujo en Justicia, se intenta restablecer el "imperio de la ley" en la zona republicana, aunque no pudieron impedir el asesinato de Andreu Nin (el líder del POUM) por agentes soviéticos y la persecución de los "trotskistas” por los comunistas españoles. Lo que sí consiguieron fue que el juicio a los dirigentes del POUM se hiciera con unas mínimas garantías jurídicas y no acabara en la muerte de los procesados.
- Las garantías a la pequeña y mediana propiedad. La disolución del Consejo de Aragón puso fin a la propiedad colectivizada restituyendo la propiedad privada de las tierras de los pequeños y medianos propietarios que así lo desearan.

En cuanto a la política internacional, por encargo expreso del Presidente de la República, Manuel Azaña, se intentó cambiar la política de "no-intervención" del Reino Unido y Francia por la de mediación en el conflicto, para que presionaran a Alemania e Italia y cesaran en su apoyo a los sublevados, con el objetivo final de alcanzar una "paz negociada", pero no se consiguió nada. Bien pronto se vio que este plan estaba condenado al fracaso. Cuando a mediados de 1937 la Santa Sede, incluso, quiso mediar, el general Franco (el mismo día en que se entrevistaron el ministro de Asuntos Exteriores británico Anthony Eden con un representante del Papa Pío XI para tratar el asunto) encargó al cardenal Gomá "la difusión de un escrito colectivo del episcopado [español] al mundo católico sobre la verdadera naturaleza de la guerra y la imposibilidad de que acabara de otra forma que no fuera la victoria total, la rendición incondicional del enemigo. Es lo que Gomá transmitió a Pizzardo [el enviado del Papa que se había entrevistado con Eden] en una entrevista en Lourdes: la guerra no podía terminar más que con la victoria sin condiciones de la España nacional y católica".
Los que resultaron más reforzados fueron los comunistas (de ahí la acusación lanzadas contra Negrín de ser un "criptocomunista"), que se pusieron como objetivo "luchar abiertamente por la hegemonía en el gobierno y en el país", como reconoció un representante de la Internacional Comunista. Para ello pretendían la unificación de socialistas y comunistas en un solo partido (como ya había sucedido en Cataluña) de acuerdo con los "principios marxistas-leninistas" (es decir, estalinistas). A esta pretensión se opuso abiertamente el PSOE, con Prieto a su frente, que intentó también acabar con la influencia comunista en el "Ejército Popular", reduciendo las atribuciones del "comisariado político" frente a los mandos y prohibiendo el proselitismo político en su seno.

### La crisis de marzo-abril de 1938: "negrinistas" frente a "antinegrinistas"
Todo el esfuerzo que hizo el nuevo gobierno para dotar a la República de un verdadero Ejército se tenía que plasmar en el campo de batalla. Tras la derrota de la campaña del Norte (marzo-octubre de 1937) la prueba de fuego iba a ser la batalla de Teruel iniciada el 21 de diciembre de 1937. "El reorganizado Ejército Popular Republicano tenía ante sí la ocasión de arrebatar, por primera vez, una capital de provincia a las tropas de Franco, de obtener un éxito ofensivo de valor estratégico y simbólico. Se trataba de restañar las heridas en el ánimo provocadas por la pérdida del Norte y demostrar la capacidad ofensiva del Ejército republicano, que se había ido configurando y perfeccionando lentamente a lo largo de 1937. (...) Un triunfo en Teruel, además del valor militar, reportaría un evidente capital simbólico con indudables repercusiones para una retaguardia cuya moral estaba resquebrajada por la cadena de derrotas de los últimos meses (...) [Además de] presentar a la opinión pública internacional una visión diferente de una República con capacidad para la contrarréplica militar que trascendiera la acción meramente defensiva". El general Franco por su parte aceptó el envite y aplazó su proyectada ofensiva sobre Madrid, porque no estaba dispuesto a aceptar el mínimo revés: tenía que demostrar al adversario su permanente inferioridad, además de que una derrota podría poner su autoridad absoluta en entredicho. Pero los "nacionales" lograron recuperar la ciudad de Teruel el 22 de febrero de 1938, tras dos meses de duros combates, por lo que la batalla de Teruel fue un nuevo desastre para los republicanos en términos anímicos, políticos y militares. "La noticia de la derrota cayó como una pesada losa sobre la moral de la retaguardia". El coronel Vicente Rojo reconoció que aún se tardaría mucho en dotar a la República de un ejército capaz de hacer frente al ejército del bando sublevado.
Pero tras la derrota de la batalla de Teruel se produjo un desastre aún mayor porque al mes siguiente el frente de Aragón se derrumbó ante el empuje de la ofensiva de Aragón lanzada por el "Generalísimo" Franco y que culminó con la llegada del ejército sublevado al Mediterráneo por Vinaroz el 15 de abril, quedando así dividido en dos el territorio fiel a la República. "La percepción que se extendió por Barcelona [nueva sede del gobierno desde su traslado desde Valencia en noviembre de 1937] era la de asistir a una auténtica debacle... En un clima de desconcierto generalizado, Barcelona sufrió mortíferos bombardeos". A esto se añadió la confirmación de la política de apaciguamiento hacia Alemania por parte del Reino Unido y Francia, ya que tras la salida del Foreign Office de Anthony Eden el 20 de febrero de 1938, que era partidario de no hacer más concesiones a Hitler, el gobierno conservador británico llegó a un acuerdo con Mussolini en el que se admitía la presencia de fuerzas italianas en España a cambio del compromiso de Italia de que no se apoderaría de ningún territorio ni isla españoles tras la previsible victoria del bando sublevado. La única noticia positiva fue la reapertura de la frontera francesa tras la formación del segundo y corto gobierno de Léon Blum, del 13 de marzo al 8 de abril. Nada más iniciarse la ofensiva franquista de Aragón el 10 de marzo el presidente Negrín hizo un viaje secreto a París donde se entrevistó con altas personalidades francesas pro-republicanas como Blum, Daladier o Auriol y a las que pidió la intervención directa de Francia en la guerra de España enviando cinco divisiones con el argumento de que si la ofensiva no se detenía Francia tendría en su frontera sur de los Pirineos a los italianos y a los alemanes y nada podría impedir que "Mussolini y Hitler penetren prácticamente en territorio francés". Negrín volvió a España el 15 de marzo sin haber obtenido nada concreto, quedando al frente de las conversaciones el embajador republicano en Londres, Pablo de Azcárate que había acudido a París por orden de Negrín.
Las derrotas militares y el empeoramiento del contexto internacional, desataron las tensiones políticas entre las diversas fuerzas que apoyaban a la República, provocando la crisis de marzo-abril de 1938, la segunda gran crisis interna del bando republicano, casi un año después de la primera (los sucesos de mayo de 1937). Se rompió «el precario consenso en el que se había asentado el primero gabinete Negrín de mayo de 1937»" dando paso al enfrentamiento entre el «negrinismo», o partido de la resistencia, y el «antinegrinismo», o partido de la paz.
El partido de la paz o «antinegrinista» estaba encabezado por el propio presidente de la República Manuel Azaña, apoyado por los republicanos de Izquierda Republicana y Unión Republicana más los nacionalistas catalanes y vascos, y por Indalecio Prieto al frente de un sector del PSOE. Ambos consideraban que los desastres militares de la batalla de Teruel y la ofensiva de Aragón demostraban que el ejército republicano nunca podría ganar la guerra y que había que negociar una rendición con apoyo franco-británico. Frente a ellos, Negrín y el sector del PSOE que lo apoyaba junto con los comunistas eran firmes partidarios de continuar resistiendo bajo la consigna «resistir es vencer» (el PCE y el PSUC convocaron una gran manifestación a favor de continuar la guerra el 16 de marzo de 1938, un día después del regreso de Negrín del viaje secreto a París para pedir la ayuda francesa, ante el palacio de Pedralbes en Barcelona mientras Azaña presidía una reunión del gobierno). Para Negrín la alternativa de negociar el final de la guerra con el enemigo significaba casi seguro la aniquilación de la República, por lo que la única salida posible era resistir para prolongar la guerra a la espera que se desencadenase en Europa una guerra a escala continental, lo que obligaría a Francia y al Reino Unido a acudir en ayuda de la República.
La crisis se abrió al intentar Negrín que Prieto cambiara de ministerio (habiendo declarado su convicción de que la guerra estaba perdida, Prieto era el peor de los ministros de Defensa posible), pero Azaña respaldó a Prieto, así como el resto de los republicanos de izquierda y los nacionalistas de Esquerra y del PNV. Sin embargo, éstos no consiguieron articular ninguna alternativa a Negrín, y este acabó saliendo reforzado de la crisis, con la consiguiente salida de Prieto del gobierno. A partir de entonces «la España republicana queda dividida en dos tendencias separadas por las profundas simas de la desconfianza, el recelo y la descalificación mutua. De un lado, el partido de la resistencia, es decir, el negrinismo; de otro, el partido de la paz, o sea, el antinegrinismo, a cuya cabecera se sitúan el presidente de la República, Prieto, Marcelino Domingo o Julián Besteiro».

### El segundo gobierno Negrín de "Unión Nacional" (abril 1938-marzo 1939)

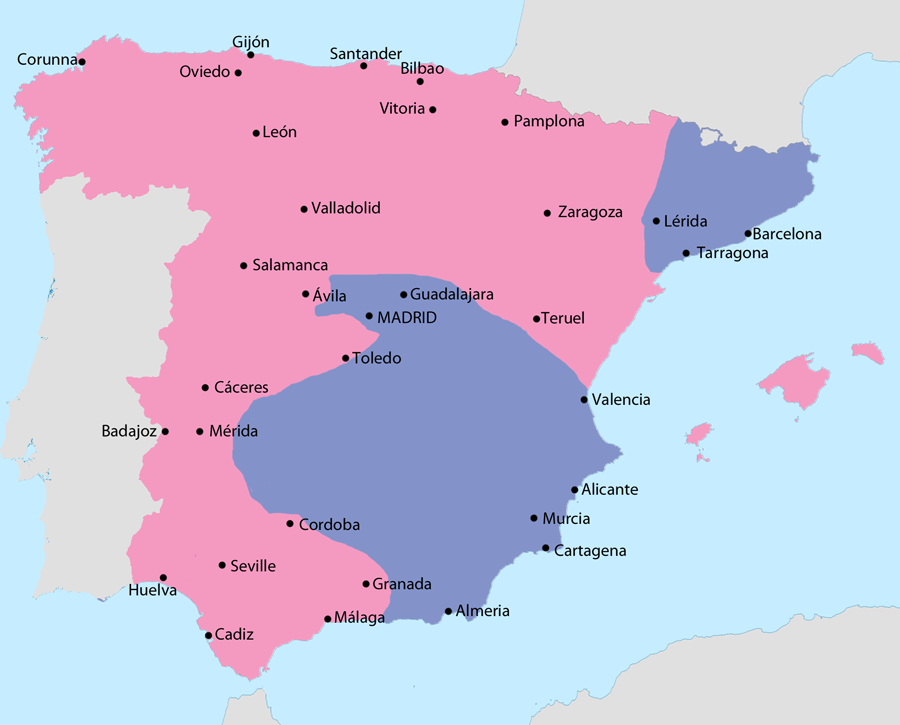
Mapa de la guerra civil española en julio de 1938

Negrín recompuso el gobierno el 6 de abril y asumió personalmente el Ministerio de Defensa (Francisco Méndez Aspe le sustituyó al frente del Ministerio de Hacienda). Incorporó al gabinete a los dos sindicatos, UGT (con Ramón González Peña en Justicia) y CNT (con Segundo Blanco en Instrucción Pública), lo que supuso que el PCE se quedara con un solo ministro (Vicente Uribe en Agricultura) y que el peneuvista Manuel de Irujo fuera ministro sin cartera, al igual que José Giral, sustituido en el ministerio de Estado por el socialista Julio Álvarez del Vayo (Aiguader y Giner de los Ríos continuaron en Trabajo y Comunicaciones, respectivamente). Lo más destacado del nuevo gobierno fue la destitución de Prieto, que acabó encabezando la facción «antinegrinista» de un PSOE fracturado; la salida de Giral de Ministerio de Estado (sustituido por Álvarez del Vayo, un socialista «negrinista») aunque se mantuvo en el gobierno en una posición marginal como ministro sin cartera, al igual que Irujo; y la incorporación de dos sindicalistas, «ampliación discutible, dado el debate que surgió en la CNT y en la UGT sobre la participación o no en el gobierno de sus dos teóricos representantes».
Este gobierno tuvo que «hacer frente e ir amoldándose al progresivo hundimiento militar de la República, el abandono internacional, el cansancio de la población y la ruptura progresiva de la unidad política frente a la sublevación. Hay, no obstante, una política de Negrín que se mantiene permanentemente como objetivo de guerra y que no hace sino afirmarse cada vez como única alternativa: la de continuación de la guerra hasta el fin en el supuesto de que no era posible obtener del enemigo, de Franco, una verdadera negociación de paz, con condiciones distintas de la rendición».
El 21 de abril, solo una semana después de que la zona republicana hubiera quedado partida en dos tras la llegada de los nacionalistas al Mediterráneo por Vinaroz, Juan Negrín manifestó su voluntad de resistir al agregado militar de la embajada de Francia que así lo transmitió a su gobierno:

Yo estoy tan seguro de mi causa, de mí, que las derrotas militares no las creo nunca decisivas. Yo me batiré en Barcelona, me batiré en Figueras. En tanto que yo luche, no seré vencido. (...) Frente a Hitler, frente a Mussolini, no tengo nada. Un mal ejército. Pero digo "NO". Se me dice que estoy vencido: digo "NO"... Ya hace cerca de dos años que nosotros somos siempre vencidos: estas derrotas, a menudo son vergonzosas, usted lo sabe... Pero la Victoria es un asunto de voluntad. (...) Seremos todavía vencidos: habrá huidas, hundimientos. En tanto yo esté aquí con mis camaradas nosotros nos mantendremos.

Las posiciones del nuevo gobierno con vistas a unas posibles negociaciones de paz, y también como los pilares constitutivos de una futura Nueva República, quedaron fijadas en la Declaración de los 13 puntos, hecha pública en la significativa fecha del 1 de mayo. En ella, «el gobierno anunciaba que sus fines de guerra consistían en asegurar la independencia de España y establecer una República democrática cuya estructuración jurídica y social sería aprobada en referéndum; afirmaba su respeto a la propiedad legítimamente adquirida, la necesidad de una reforma agraria y de una legislación social avanzada, y anunciaba una amplia amnistía para todos los españoles que quieran cooperar a la inmensa labor de reconstrucción y engrandecimiento de España. En su intento de aparecer ante las potencias extranjeras con la situación interior controlada, Negrín inició gestiones infructuosas con la Santa Sede para restablecer relaciones diplomáticas y abrir las iglesias al culto».

“El gobierno de Unión Nacional... declara solemnemente, para conocimiento de sus compatriotas y noticia del mundo, que sus fines de guerra son: 1.º. Asegurar la independencia absoluta y la integridad total de España (...) 2.º. Liberación de nuestro territorio de fuerzas militares extranjeras (...) 3.º. República popular representada por un Estado vigoroso (...) 6.º. El Estado español garantizará la plenitud de los derechos al ciudadano en la vida civil y social, la libertad de conciencia y asegurará el libre ejercicio de las creencias y prácticas religiosas (...) 7.º. El Estado garantizará la propiedad, legal y legítimamente adquirida (...) 13.º. Amplia amnistía para todos los españoles que quieran cooperar a la inmensa labor de reconstrucción y engrandecimiento de España (...). Cometerá un delito de traición a los destinos de nuestra patria aquél que no reprima y ahogue toda idea de venganza y represalia (...)". 13 puntos del Dr. Negrin (1 de mayo de 1938).

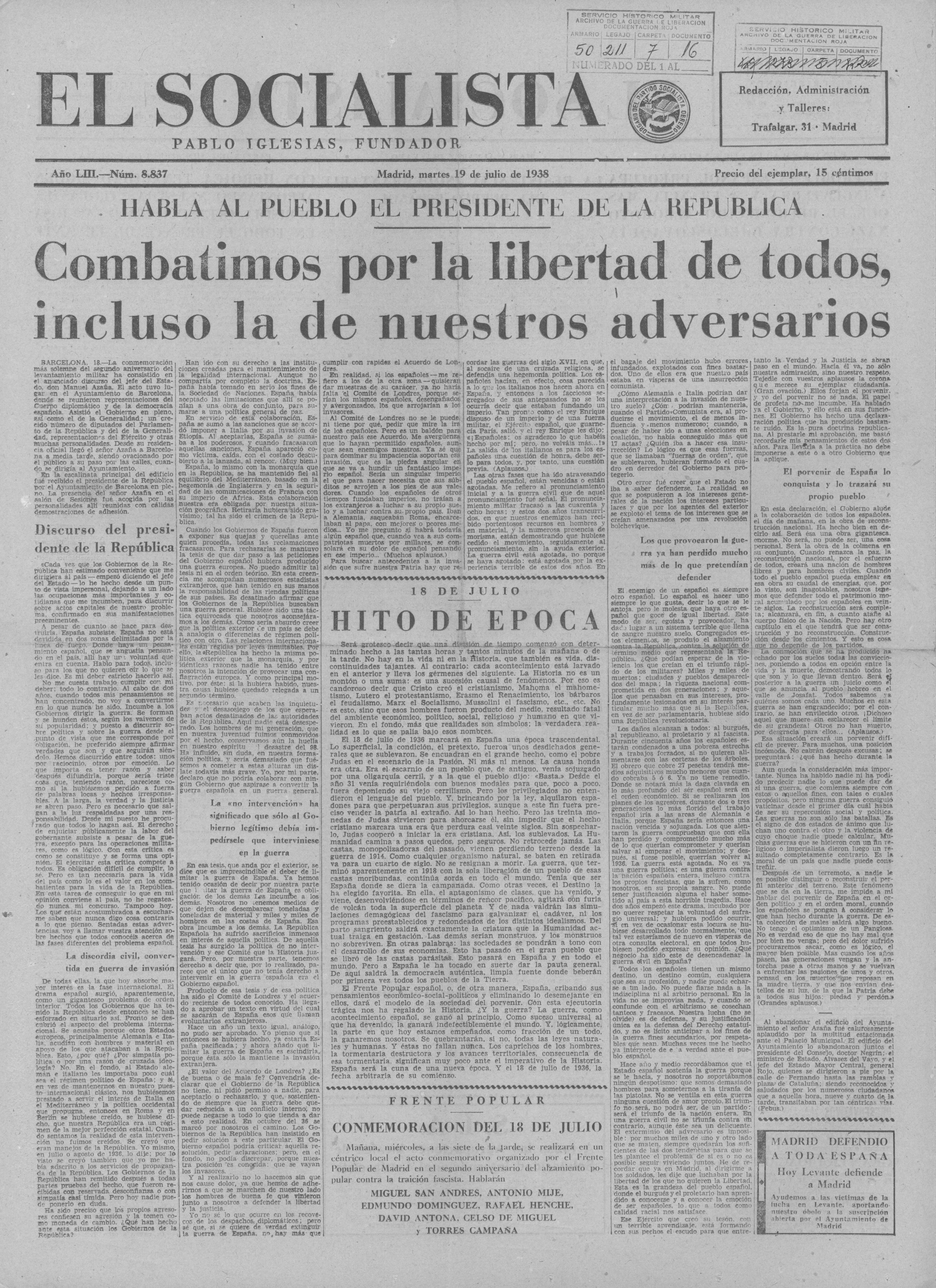
Primera página de El Socialista del 18 de julio de 1938

Negrín era consciente de que la supervivencia de la República no solo dependía del fortalecimiento del Ejército Popular y de que se mantuviera la voluntad de resistencia de la población civil en la retaguardia, sino también de que Francia y el Reino Unido pusieran fin a la política de «no intervención» o de que al menos presionaran a las potencias fascistas para que éstas a su vez convencieran al Generalísimo Franco para que aceptara un final negociado. Negrín pensaba que su política era la única posible. Como dijo en privado «no se puede hacer otra cosa». Así pues, su idea era resistir para negociar un armisticio que evitara el «reinado de terror y de venganzas sangrientas» (las represalias y fusilamientos por parte de los vencedores sobre los vencidos) que Negrín estaba convencido de que Franco iba a imponer, como efectivamente acabó sucediendo. Pero el Generalísmo Franco, perfectamente informado por los agentes del Servicio de Información y de Policía Militar (SIPM) de la división de los republicanos, de la difícil situación que se vivía en la retaguardia a causa de la penuria de alimentos, y de las dificultades del Ejército Popular para aprovisionarse, solo aceptaba la «rendición incondicional» (lo que por otro lado dejaba sin argumentos a los antinegrinistas) y no estaba dispuesto a admitir la mediación del Reino Unido y de Francia, a las que, por otro lado, había asegurado que en caso de que se produjera una guerra en Europa él se mantendría neutral.
Además Negrín, el general Vicente Rojo, y los comunistas, creían posible que el ejército republicano aún era capaz de una última ofensiva, que se inició el 24 de julio de 1938, dando comienzo así a la batalla del Ebro, la más larga y decisiva de la guerra civil. El Ejército del Ebro estaba formado por las mejores unidades del Ejército Popular al mando en su mayoría de veteranos comunistas forjados en la batalla de Madrid y provistas de la mejor dotación de material posible, gracias a las adquisiciones hechas en el exterior durante los tres meses en que estuvo abierta la frontera francesa (de abril a junio de 1938). «El Ejército del Ebro era el emblema del resistir es vencer negrinista». El objetivo último de la operación del Ebro era volver a unir las dos zonas republicanas, lo que Negrín consideraba necesario para apuntalar su política de resistencia con lo que se conseguiría «dar un golpe de efecto de indudables repercusiones internacionales» en un momento en que Europa vivía la crisis de los Sudetes. Así lo entendió un observador militar francés en el informe que envió a París el 30 de julio sobre los primeros días de la ofensiva del Ebro de los que fue testigo:

... la resistencia en Levante, la maniobra audaz del cruce del Ebro son testimonio que no se pueden pasar por alto de este movimiento de enderezamiento nacional. (...) Esta España, que ha escapado a la anarquía, no es comunista. No es una milicia, sino un ejército. (...) Nosotros no hemos tomado partido en el conflicto pero tengo que constatar que esta España no quiere morir, que no va a morir, que tiene sus oportunidades

Franco por su parte aceptó el órdago, como en otras ocasiones, con la finalidad de que el enemigo agotase sus mejores recursos en la lucha, y eso fue efectivamente lo que sucedió. Solo dos semanas después de iniciada la batalla del Ebro, se produjo la crisis de agosto en el gobierno de Negrín cuando el 11 de agosto de 1938 dimitieron los dos ministros nacionalistas vasco y catalán (Manuel de Irujo del PNV y Jaume Aiguadé Miró de Esquerra Republicana de Cataluña) por su oposición a la creación de la Dirección General de Industrias vinculada al Ministro de Defensa (es decir al propio Negrín) lo que significaba que la Generalidad de Cataluña perdía sus competencias sobre ellas al quedar militarizadas. Finalmente la crisis la resolvió Negrín sustituyendo a un catalán por un catalán y a un vasco por un vasco: Ayguadé por el comunista del PSUC José Moix, e Irujo por Tomás Bilbao de Acción Nacionalista Vasca, ambos fervientes partidarios del «resistir es vencer» negrinista, con lo que el presidente del gobierno reforzó aún más su posición en el seno del mismo.
Después de tres meses de duros combates, la ofensiva republicana del Ebro fue un nuevo fracaso. El ejército republicano tuvo que volver a sus posiciones iniciales el 16 de noviembre de 1938, «con decenas de miles de bajas y una pérdida considerable de material de guerra que ya no podría utilizarse para defender Cataluña frente a la decisiva ofensiva franquista».

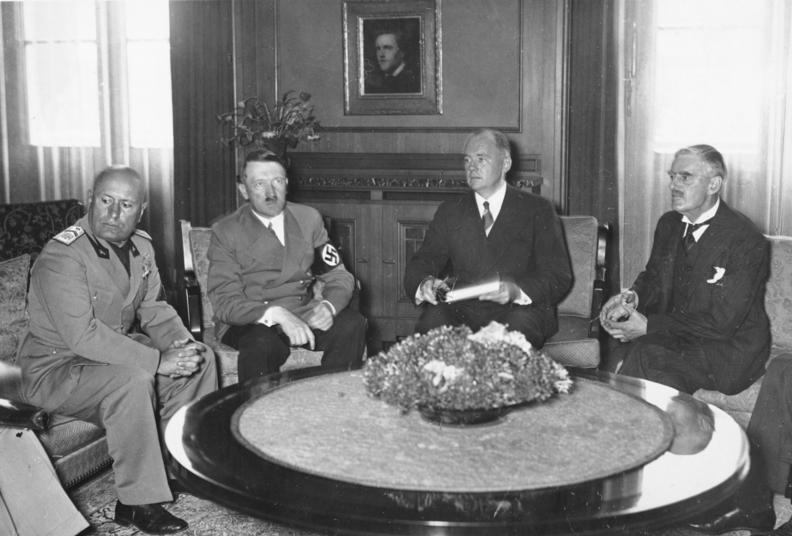
Los cuatro firmantes de los acuerdos de Múnich del 30 de septiembre de 1938: Benito Mussolini, Adolf Hitler, Édouard Daladier y Arthur Neville Chamberlain.

Poco antes de que finalizara la batalla del Ebro se produjo otro hecho que también fue determinante para la derrota de la República, esta vez procedente del exterior. El 29 de septiembre de 1938 se firmaban los Acuerdos de Múnich entre El Reino Unido y Francia, por un lado, y Alemania e Italia, por otro, que cerraba la posibilidad de que estallara la guerra en Europa y las potencias democráticas intervinieran a favor de la República. Asimismo de la misma forma que el acuerdo suponía la entrega de Checoslovaquia a Hitler, también supuso abandonar a la República española a los aliados de nazis y fascistas. De nada sirvió que en un último intento desesperado de obtener la mediación extranjera Negrín anunciara ante la Sociedad de Naciones el 21 de septiembre, una semana antes de que se firmara el acuerdo de Múnich, la retirada unilateral de los combatientes extranjeros que luchaban en la España republicana, aceptando sin esperar a que los "nacionales" hicieran lo propio la resolución del Comité de No Intervención del 5 de julio de 1938, que se había aprobado después de seis meses de discusión, por el que se proponía un Plan de retirada de voluntarios extranjeros de la Guerra de España. El 15 de noviembre de 1938, el día de antes del fin de la batalla del Ebro, las Brigadas Internacionales desfilaban como despedida por la avenida Diagonal de Barcelona. En el campo rebelde, por su parte, en octubre de 1938, seguros ya de su superioridad militar y de que la victoria estaba cerca, decidieron reducir en un cuarto las fuerzas italianas.
Con la firma del acuerdo de Múnich desaparecía la esperanza europea de Negrín para salvar a la República: no habría guerra en Europa y de nuevo las potencias democráticas cedían ante las potencias fascistas. Esto abocó a Negrín a un callejón sin salida: continuar resistiendo a la espera de que en un futuro ahora ya más lejano estallase definitivamente la guerra en Europa o la rendición que llevaría consigo unas casi seguras represalias por parte del "Generalísimo" Franco. Además el acuerdo de Múnich unido al fracaso de la ofensiva del Ebro extendió el desánimo y el derrotismo en la retaguardia republicana, quebrándose «absolutamente la voluntad de resistencia del Frente Popular: muy pocos, por no decir nadie, confiaban ya en una victoria republicana». Por otro lado las pérdidas materiales de la batalla del Ebro habían sido tan grandes que sería casi imposible defender Cataluña ante la previsible ofensiva del ejército franquista. El presidente Negrín era consciente de ello y envió el 11 de noviembre de 1938 al jefe de la aviación republicana Hidalgo de Cisneros a Moscú con una carta manuscrita y personal del propio Negrín para que se la entregara a Stalin, en la que solicitaba una inmediata ayuda militar para la República. El dictador soviético accedió a enviar siete barcos con gran cantidad de armamento, pero solo dos llegaron a Burdeos con tiempo suficiente para fuera empleado en la campaña de Cataluña y finalmente no pudo ser utilizado por las dificultades que pusieron las autoridades francesas para que atravesara su territorio y por el rápido desmoronamiento del frente ante la ofensiva franquista.
La campaña de Cataluña acabó en un nuevo desastre para la República. El 23 de diciembre de 1938 empezó la ofensiva del ejército «nacional» desde el oeste y del sur sobre un ejército republicano muy inferior en hombres y medios (el Ejército del Ebro estaba muy debilitado y la República carecía prácticamente de aviación) que se batía en retirada. Huyendo de los bombardeos y temerosa de las represalias, mucha población civil comenzó a pasar en enero a Francia. El 26 de enero de 1939 las tropas de Franco entraban en Barcelona prácticamente sin lucha. El 5 de febrero ocupaban Girona. El general Vicente Rojo Lluch comparó un año después desde el exilio lo que había sucedido en Madrid en noviembre de 1936 y lo que había pasado en Barcelona en enero de 1939:

¡Qué ambiente tan distinto! ¡Qué entusiasmo entonces! ¡Y qué decaimiento ahora! Barcelona cuarenta y ocho horas antes de la entrada del enemigo era una ciudad muerta... [Se] perdió lisa y llanamente porque no hubo voluntad de resistencia, ni en la población civil, ni en algunas tropas contaminadas por el ambiente

El 3 de febrero había llegado a Burgos un representante del gobierno francés para preparar el reconocimiento oficial del gobierno de Franco por Francia y el Reino Unido, consumando así su abandono de la República, porque como dijo Lord Halifax en la reunión del 8 de febrero del gabinete británico "estaba claro que Franco va a ganar la guerra" y habría que entenderse con él. Por esas mismas fechas se produjo la única intervención del Reino Unido en la guerra de España con motivo de la ocupación de la isla de Menorca por los "nacionales". Para impedir que la estratégica isla de Menorca, que durante toda la guerra había permanecido bajo soberanía republicana, pudiera caer bajo dominio italiano o alemán, el gobierno británico aceptó la propuesta del jefe franquista de la Región Aérea de las Baleares, Fernando Sartorius, Conde de San Luis, para que un barco de la Royal Navy lo trasladara a Mahón y negociar allí la rendición de la isla a cambio de que las autoridades civiles y militares republicanas pudieran abandonar la isla bajo protección británica. El gobierno británico puso en marcha la operación sin informar al embajador republicano en Londres Pablo de Azcárate (que cuando más tarde se enteró presentó una protesta formal por haber prestado un buque británico a un "emisario de las autoridades rebeldes españolas"). Así en la mañana del 7 de febrero arribaba al puerto de Mahón el crucero Devonshire con el conde de San Luis a bordo, donde se entrevistó con el gobernador republicano Luis González de Ubieta, quien tras intentar infructuosamente contactar con Negrín, aceptó las condiciones de la rendición al día siguiente. A las 5 de la madrugada del 9 de febrero el Devonshire partía de Mahón rumbo a Marsella con 452 refugiados a bordo. Inmediatamente Menorca fue ocupada por los "nacionales" sin que participara ningún contingente ni italiano ni alemán. La intervención británica dio lugar a un acalorado debate en la Cámara de los Comunes el 13 de febrero durante el cual la oposición laborista acusó al gobierno conservador de Chamberlain de haber comprometido al Reino Unido en favor de Franco. Al día siguiente el representante oficioso del general Franco en Londres, el Duque de Alba, hizo llegar al secretario del Foreign Office Lord Halifax "la gratitud del Generalísmo y del gobierno nacional" por colaborar en "reconquistar Menorca".
Cuatro días antes de la caída de Gerona, "el día 1 de febrero de 1939, en las sesiones celebradas por lo que quedaba del Congreso [64 diputados] en el castillo de Figueras, [Negrín] redujo los 13 puntos a las tres garantías que su gobierno presentaba a las potencias democráticas como condiciones de paz: independencia de España, que el pueblo español señalara cuál habría de ser su régimen y su destino y que cesara toda persecución y represalia en nombre de una labor patriótica de reconciliación. Pocos días después, hizo saber a los embajadores francés y británico que estaba dispuesto a ordenar un cese inmediato de las hostilidades si su gobierno obtenía garantías de que no habría represalias. Pero no las recibió". "La intransigencia de Franco está muy directamente relacionada con la cultura militar con la que el general condujo la guerra en todo momento, tendente a la destrucción del adversario". Al mismo tiempo el presidente de la República Manuel Azaña también se entrevistó con los embajadores de Francia y del Reino Unido para expresarles su opinión contraria a Negrín y para pedirles que sus gobiernos intercedieran ante el general Franco para que diera garantías de permitir salir de España a las personas comprometidas, una única condición para el fin de las hostilidades que ignoraba las tres aprobadas por las Cortes republicanas en la reunión de Figueras. Cuando Negrín se enteró de esta iniciativa de Azaña, que sobrepasaba sus competencias constitucionales, la desautorizó completamente.
Previamente Negrín había mantenido una reunión en Agullana, cerca de la frontera francesa, con los mandos principales del Ejército en la que éstos le manifestaron su opinión de que la guerra estaba perdida. El día 6 de febrero, las principales autoridades republicanas, encabezadas por el presidente Azaña, cruzaban la frontera seguidos de un inmenso éxodo de civiles y militares republicanos que marchaban al exilio. El día 9 de febrero hacía lo mismo el presidente del gobierno, Juan Negrín, pero en Toulouse cogió un avión para regresar a Alicante el día 10 de febrero acompañado de algunos ministros con la intención de reactivar la guerra en la zona centro-sur (el 11 de febrero habían cruzado la frontera las últimas tropas republicanas). «La marcha a la zona centro-sur se decidió en una apresurada reunión del Consejo de Ministros en el consulado español en Toulouse. La mayor parte no tenía voluntad de regresar pues la moral era extremadamente baja. Ahora bien, ninguno se atrevió a decir que no». Por otro lado, Negrín había intentado convencer al presidente de la República Manuel Azaña de que también regresara a la zona Centro-Sur pero este se negó en redondo alegando que la guerra estaba perdida. Sin embargo Negrín consiguió al menos que Azaña se alojara en la embajada española en París, que en términos de derecho internacional era territorio español, por lo que técnicamente el presidente no se había exiliado ni vivía fuera de España.

## El golpe de Casado y el desplome de la República (marzo de 1939)

### La situación en la zona centro sur

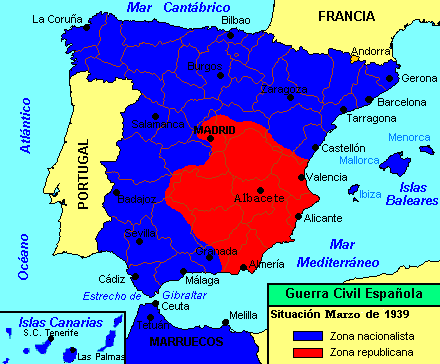
Mapa de las dos españas en marzo de 1939.

El único apoyo con el que contaba ya Negrín, además de una parte de su propio partido (el sector "negrinistas") era el Partido Comunista de España, pero este estaba en declive tras las sucesivas derrotas de la batalla del Ebro y la ofensiva de Cataluña y en la zona Centro-Sur su influencia política era más reducida en los ámbitos militares. Así pues, las posibilidades de la política de Negrín de "resistir es vencer" eran muy remotas, especialmente si a esto le añadimos las dificultades de recibir suministros militares en la zona Centro-Sur por la pérdida de los Pirineos y el bloqueo naval de la flota rebelde en el Mediterráneo, además de la falta de industrias que pudieran producir armas y municiones y el agotamiento de las arcas republicanas. Por último Francia y el Reino Unido, la última esperanza de Negrín, ya estaban negociando con el "Generalísimo" Franco su reconocimiento oficial como gobierno legítimo de España, quien había vuelto a reiterar a Londres y a París que se mantendría neutral caso de que estallase la guerra en Europa. Sin embargo, Negrín pensaba que aún contaba con la fuerza intacta de los ejércitos del Centro, Levante, Extremadura y Andalucía, que sumaban en total de quinientos mil hombres, pero entre las tropas y entre los mandos cundía el desánimo y la moral de derrota, así como en la retaguardia republicana.
Por otro lado la estrategia del bando franquista fue acentuar las diferencias entre los "negrinistas" y los "antinegrinistas" al insinuar de forma vaga e imprecisa que podría haber una negociación que pusiera fin a la guerra si Negrín y los comunistas desaparecían de la escena política republicana, y esas conversaciones se llevaban entre militares profesionales, al modo del abrazo de Vergara de 1839 que puso fin a la primera guerra carlista, una "oferta" que fue amplificada por la quinta columna especialmente en Madrid donde estaba muy bien organizada y donde había iniciado los contactos con militares y políticos republicanos "antinegrinistas".
En el territorio que aún estaba en poder de la República se desató una última batalla entre los que consideraban inútil seguir combatiendo y los que todavía pensaban que "resistir es vencer" (esperando que las tensiones en Europa acabaran estallando y el Reino Unido y Francia, por fin, acudirían en ayuda de la República española, o que al menos impusieran a Franco una paz sin represalias). "Ya desde la primavera de 1938, al producirse el derrumbe del frente de Aragón, había ido ganando terreno en la opinión republicana la idea de que una salida victoriosa de la guerra era imposible y de que se imponía algún tipo de solución negociada. A partir de entonces, la contienda interna entre los partidarios de la resistencia y los de la capitulación no hizo sino agudizarse en medio de un cansancio cada vez más profundo de la población [las deserciones en las unidades militares, por ejemplo, habían aumentado en otoño de 1938] y una división más acerada entre las organizaciones políticas que apoyaban al gobierno y entre sus dirigentes". El hambre y la crisis de subsistencias que asolaba la zona republicana también minaron la capacidad de resistencia de la población.

### El regreso de Negrín a España y su enfrentamiento con Casado
Al regresar a España el 10 de febrero de 1939, Negrín primero se dirigió a Valencia, donde se entrevistó con el general José Miaja, Jefe Supremo del Ejército republicano, y dos días después ya se encontraba en Madrid donde ocupó su puesto en el edificio de Presidencia del Paseo de la Castellana. Allí ordenó que se presentara el coronel Segismundo Casado, como jefe del Ejército del Centro, quien le expuso las nulas posibilidades de las fuerzas republicanas para contener la previsible ofensiva del ejército franquista sobre la capital, a lo que Negrín le contestó, según el testimonio del propio Casado: "estoy de acuerdo con su criterio, pero yo no puedo renunciar a la consigna de resistir". A continuación Negrín reunió al consejo de ministros que decidió la continuidad de la lucha. El 15 de febrero, tres días después de su entrevista con Negrín, el coronel Casado recibió la esperada carta del general Fernando Barrón Ortiz en la que especificaba las "condiciones y el plan de capitulación" que le ofrecían los franquistas para la rendición del ejército republicano. El coronel Casado les dijo a los miembros de la quinta columna "que todo estaba preparado para el asalto a los reductos comunistas al grito de ¡Viva España y muera Rusia!". Poco después Casado recibió la orden de Negrín de acudir al día siguiente a una reunión en la Base Aérea de Los Llanos en Albacete de los Altos Mandos militares.
El 16 de febrero de 1939 tuvo lugar la reunión de la base de Los Llanos a la que asistieron además de Negrín y del coronel Casado, como Jefe del Ejército del Centro, el general José Miaja Menant, Jefe Supremo del Ejército; el general Manuel Matallana Gómez, Jefe del Grupo de Ejércitos; el general Leopoldo Menéndez López, Jefe del Ejército de Levante; el general Antonio Escobar Huerta, Jefe del Ejército de Extremadura; el coronel Domingo Moriones Larraga, Jefe del Ejército de Andalucía; el coronel Antonio Camacho, Jefe de la Zona Aérea Centro-Sur; el general Carlos Bernal, Jefe de la Base Naval de Cartagena; y el almirante Miguel Buiza, Jefe de la Flota Republicana. Todos ellos, excepto el general Miaja, estuvieron de acuerdo con lo que el coronel Casado ya le había manifestado a Negrín en la reunión del día 12: que si el enemigo ("poderoso y con moral de victoria", en palabras del general Matallana) desencadenaba la temida ofensiva el ejército republicano no podría hacerle frente, por lo que había que poner fin a la guerra. Negrín les respondió lo que ya le había dicho a Casado cuatro días antes: que no se daban las condiciones para la negociación porque el general Franco solo aceptaba la rendición incondicional, por lo que la única salida continuaba siendo la resistencia. Por su parte ninguno de los generales comprometidos en la conjura de Casado allí presentes (o que la conocían), ni tampoco el propio Casado, dijeron nada a Negrín de los contactos que ya mantenían con el "Generalísimo" Franco para la rendición. Eso es lo que explica que desde el 8 de febrero en que se produjo la ocupación de la isla de Menorca por los "nacionales" no se produjera ninguna acción ofensiva del ejército sublevado: Franco estaba esperando que los "casadistas" triunfaran y desalojaran a Negrín del poder. A su vuelta a Madrid el coronel Casado, robustecido en sus posiciones en su pugna con Negrín, comunicó a los agentes franquistas que los militares habían salido de la reunión de Los Llanos reafirmados "en el acuerdo, tomado en firme con anterioridad, de eliminar el gobierno del doctor Negrín, que carecía de legitimidad, y tratar de negociar la paz directamente con el enemigo".
Sobre cuales eran las intenciones del "Generalísimo" Franco una nota redactada por él mismo y que fue transmitida el 25 de febrero a los agentes del SIPM (el servicio secreto franquista) que actuaban en Madrid es muy clara:

La rendición debe ser sin condiciones. Allá Casado, que es el responsable, sin intromisiones, ni indiscrecciones [sic] por los nuestros y otros elementos. (...) Respecto a fecha ocupación Madrid lo será cuando se rindan si antes la ofensiva en preparación no nos lo entrega. Esto es, si Jefe Madrid se entrega no combatiremos, si no lo hace lo tomaremos por la fuerza que no nos preocupa. (...)

### El repliegue de Negrín a la "Posición Yuste" y el plan de resistencia escalonada
El 24 de febrero Negrín, para quien el problema era cómo terminar la guerra sin combatir de manera distinta a la de entrega sin condiciones, abandonó Madrid tras celebrar un consejo de ministros e instaló la sede de la Presidencia del Gobierno en una casa de campo en medio de una densa pinada que la ocultaba de la próxima carretera y que estaba cerca de la localidad alicantina de Elda (la "Posición Yuste", que era su nombre en clave). La dirección del Partido Comunista de España hizo lo mismo e instaló su cuartel general también cerca de Elda, en un palmeral próximo a Elche (su nombre en clave era "Posición Dakar").
El traslado del gobierno de Negrín y de la dirección del PCE, su principal aliado, al interior de la provincia de Alicante ha sido objeto de polémica entre los historiadores. Hugh Thomas ya señaló en 1976 la contradicción que él veía en fijar la sede del gobierno en un lugar tan alejado de Madrid, «si [Negrín] deseaba ganar la guerra». Thomas, intentando darle una explicación, se hace eco de la interpretación que dieron los "antinegrinistas": «La situación de esta localidad [Elda] hacía sospechar que se preveía la posibilidad de una escapatoria». También Ángel Bahamonde y Javier Cervera Gil (1999) consideran la decisión de Negrín un tanto inexplicable porque al alejarse de la capital se acentuó su soledad, es decir, su falta de apoyos para la política de resistencia, que algunos de sus ministros empezaban también a cuestionar.
Más recientemente Ángel Viñas y Fernando Hernández Sánchez (2009) han encontrado una explicación relacionando el repliegue a la Posición Yuste con los planes de Negrín, que al parecer tras conocer la situación militar de la zona Centro-Sur ya no eran la resistencia a ultranza, a la espera de que estallara el conflicto en Europa, sino una resistencia escalonada que permitiera el repliegue de las fuerzas republicanas hacia los puertos de Levante para salvar la mayor cantidad de vidas posibles, contando con la protección de la flota fondeada en Cartagena, dado que Negrín estaba convencido, y no se equivocó, de que el "Generalísimo" Franco una vez obtuviera la victoria no iba a tener compasión con los vencidos. Y para la ejecución de ese plan de resistencia escalonada la Posición Yuste cerca de Elda presentaba una posición estratégica innegable. «Negrín había llegado a la convicción de que solo si se mantenía la resistencia y se lograba controlar un arco de territorio comprendido entre Valencia y Cartagena cabría prolongar la guerra lo suficiente para proceder a una evacuación ordenada a través de los puertos. Para ello decidió instalar el aparato gubernamental en la Posición Yuste... en la encrucijada de las principales vías de comunicación entre el interior y la costa mediterránea. Negrín contó de nuevo con el apoyo comunista. Tras la experiencia del derrumbamiento del aparato del Estado en Cataluña, se temía que en la zona centro-sur el colapso pudiera ser aún más rápido y catastrófico».

### El reconocimiento de Franco por el Reino Unido y Francia y la dimisión de Manuel Azaña
El lunes 27 de febrero de 1939, Francia y el Reino Unido reconocían de iure al gobierno de Franco en Burgos como el gobierno legítimo de España, tras obtener unas vagas e imprecisas garantías de que no se ejecutaría a los «españoles no delincuentes», a pesar de que no tenía ningún valor sobre lo que les iba a suceder a los vencidos como había dejado claro la Ley de Responsabilidades Políticas publicada en el BOE el 13 de febrero y que retrotraía las responsabilidades de los republicanos nada menos que a antes del inicio de la guerra, concretamente al 1 de octubre de 1934. Con el reconocimiento oficial del general Franco «se consumaba el abandono definitivo de la Segunda República».
Al día siguiente, martes 28 de febrero, se hacía oficial la renuncia a la Presidencia de la República de Manuel Azaña y se abría el proceso de su sustitución provisional por el presidente de las Cortes, Diego Martínez Barrio —ambos se encontraban en Francia—, tal como establecía el artículo 74 de la Constitución republicana de 1931 («...el presidente del Parlamento asumirá las funciones de la presidencia de la República, si ésta quedara vacante; en tal caso será convocada la elección de nuevo Presidente en el plazo improrrogable de ocho días, conforme a lo establecido en el artículo 68 [«El presidente de la República será elegido conjuntamente por las Cortes y un número de compromisarios igual al de diputados... elegidos por sufragio universal, igual, directo y secreto...»], y se celebrará dentro de los treinta días siguientes a la convocatoria»). El 3 de marzo se reunía en París la Diputación Permanente de las Cortes republicanas para confirmar a Martínez Barrio como presidente interino de la República, aunque este solo detentaría el cargo con el objetivo de liquidar, con el menor daño y sacrificio posibles, la situación de los españoles. Antes de aceptar Martínez Barrio envió un radiograma a Negrín ese mismo día pidiéndole la conformidad del gobierno con la política establecida por la Diputación Permanente y regresar a España, acompañado del general Vicente Rojo Lluch que se había ofrecido a hacerlo. El gobierno de Negrín aceptó «siempre que no existieran persecuciones ni represalias» por parte de los vencedores, pero el radiograma nunca llegó a su destino, interceptado probablemente por el coronel Casado —las comunicaciones de la Posición Yuste pasaban por los servicios en Madrid, controlados por Casado—, consciente de la importancia y significación del mensaje que ponía en peligro sus planes. Así que al no recibirse el mensaje del gobierno Martínez Barrio ni asumió el cargo ni regresó a España junto con el general Rojo y la presidencia de la República continuó vacante.
Para el coronel Casado (y para su aliado el socialista "antinegrinista" Julián Besteiro) la dimisión del presidente de la República (y el fracaso de su sustitución inmediata por el presidente de las Cortes republicanas Diego Martínez Barrio) facilitaba sus planes porque según él al estar declarado el estado de guerra la suprema autoridad en la zona republicana ya no era el gobierno de Negrín (que carecía de legitimidad al haber dimitido el Jefe del Estado de la República) sino la máxima autoridad militar que era el general Miaja (este militar será precisamente quien presida el Consejo Nacional de Defensa formado tras el golpe de Casado del 5 de marzo).

### El golpe de Estado de Casado
Mientas tanto estaba muy avanzada la conspiración militar y política contra el gobierno Negrín dirigida por el jefe del Ejército del Centro, el coronel Segismundo Casado, que había entrado en contacto a través de la "quinta columna" con el Cuartel General del "Generalísimo" Franco para una rendición del ejército republicano "sin represalias" al modo del abrazo de Vergara de 1839 que puso fin a la primera guerra carlista (con la conservación de los empleos y cargos militares, incluida). Algo a lo que los emisarios del general Franco nunca se comprometieron. Casado consiguió el apoyo de varios jefes militares, entre los que destacaba el anarquista Cipriano Mera, jefe del IV Cuerpo de Ejército, y de algunos políticos importantes, como el socialista Julián Besteiro, que también había mantenido contacto con los "quintacolumnistas" de Madrid. Todos ellos criticaban la estrategia de resistencia de Negrín y su "dependencia" de la Unión Soviética y del PCE.
El 5 de marzo el coronel Casado movilizaba sus fuerzas (dirigidas por los militares profesionales que estaban convencidos de que "sería más fácil liquidar la guerra a través de un entendimiento entre militares") y se apoderaba de los puntos neurálgicos de Madrid y a continuación anunciaba la formación de un Consejo Nacional de Defensa presidido por el general Miaja e integrado por dos republicanos, tres socialistas (Julián Besteiro, Wenceslao Carrillo y Antonio Pérez Ariño) y dos anarquistas (Manuel González Marín y Eduardo Val). El Consejo emitió un manifiesto por radio dirigido a la "España antifascista" en el que se deponía al gobierno de Negrín, pero no hablaba para nada de las negociaciones de paz. Las unidades militares controladas por los comunistas opusieron resistencia en Madrid y sus alrededores pero fueron derrotados (hubo cerca de 2000 muertos). Al día siguiente Negrín y su gobierno, junto con los principales dirigentes comunistas, abandonaron en avión España para evitar ser apresados por los "casadistas".

La necesidad de sofocar el pasado levantamiento comunista y los cuidados conducentes a prevenir la repetición de semejantes contingencias no ha hecho olvidar un momento al Consejo Nacional de Defensa, lo que constituye su misión y la verdadera razón de su existencia. (...) Es además nuestro deseo tener a la opinión debidamente informada del proceso de nuestra actuación para el logro de esa anhelada finalidad. En prueba de ello queremos poner en vuestro conocimiento los términos exactos de la comunicación que el Consejo de Defensa dirige a1 Gobierno nacionalista (...) ese comunicado dice así: "Ha llegado el momento de que este Consejo Nacional de Defensa se dedique por completo a su misión, y, en consecuencia, se dirige a ese Gobierno para hacerle presente que estamos dispuestos a llevar a efecto negociaciones que nos aseguren una paz honrosa y que al mismo tiempo puedan evitar estériles efusiones de sangre. Esperamos su decisión". Alocución radiada de Julián Besteiro.

Consumado el golpe de Casado, el general Franco se negó a aceptar un nuevo "abrazo de Vergara", como Emilio Mola también lo había rechazado en el primer día del golpe de 1936, y no concedió a Casado "ninguna de las garantías imploradas casi de rodillas por sus emisarios [que sólo se entrevistaron con miembros de baja graduación del Cuartel General], y contestó a británicos y franceses, deseosos de actuar como intermediarios en la rendición de la República para así contener la influencia alemana e italiana sobre el nuevo régimen, que no los necesitaba que el espíritu de generosidad de los vencedores constituía la mejor garantía para los vencidos".
Franco solo aceptaba una "rendición sin condiciones" por lo que solo restaba preparar la evacuación de Casado y el Consejo Nacional de Defensa. Estos embarcaron con sus familias el 29 de marzo en el destructor británico que los trasladó a Marsella (Julián Besteiro decidió quedarse). Un día antes las tropas "nacionales" hicieron su entrada en Madrid y rápidamente los sublevados ocuparon prácticamente sin lucha toda la zona centro-sur que había permanecido bajo la autoridad de la República durante toda la guerra. En Alicante se apiñaban desde el día 29 de marzo unas 15 000 personas, entre jefes militares, políticos republicanos, combatientes y población civil que habían huido de Madrid y de otros lugares se apiñaban en el puerto a la espera de embarcar en algún barco británico o francés, pero la mayoría no lo lograron y fueron apresados por las tropas italianas de la División Littorio, al mando del general Gastone Gambara. Muchos de los capturados fueron ejecutados allí mismo. El 1 de abril de 1939 la radio del bando rebelde ("Radio Nacional de España") difundía el último parte de guerra, que durante los 36 años siguientes será repetido una y otra vez por la propaganda de la dictadura franquista:

En el día de hoy, cautivo y desarmado el ejército rojo, han alcanzado las tropas nacionales sus últimos objetivos militares. Españoles, la guerra ha terminado. Francisco Franco, Caudillo de España

Ese mismo día 1 de abril el "Generalísimo" Franco recibió un telegrama de Pío XII, que había sido elegido papa un mes antes, en el que le decía:

Levantado nuestro corazón al Señor, agradecemos sinceramente, con V. E., deseada victoria católica España

"El final de la guerra acarreó tragedias masivas como el éxodo de combatientes y población hacia Francia o la captura en masa en el propio puerto de Alicante de quienes pretendían salir en barcos que los vencedores no dejaban llegar a puerto. Los campos de internamiento o los pelotones de ejecución esperaban a todos ellos. Las derivaciones de la guerra civil tardarían muchos años en disiparse”.

## La intervención extranjera en favor de la República

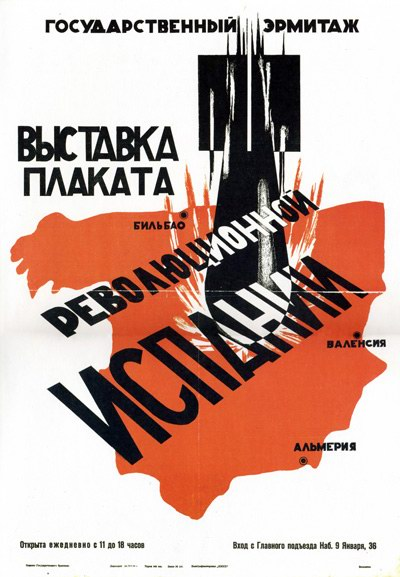
Anuncio de la exposición sobre carteles de "La España revolucionaria" en el Museo del Ermitage en Leningrado (URSS), 1936.

"En el caso gubernamental los combatientes extranjeros tuvieron una organización general que dio lugar a las Brigadas Internacionales (por las que pasaría también un total aproximado de 40 000 hombres) (...) El material de guerra que la República recibió fue esencialmente ruso [1100 aviones, 300 carros de combate, 1500 cañones], con algunas pequeñas partidas francesas, de artillería o aviones, y fusiles y munición mexicanos. El problema de la evaluación cuantitativa de esas entregas de armamento sigue en pie y la valoración de su utilidad también".

### Las ayudas inmediatas
Ante el fracaso del golpe de Estado de julio de 1936 (en cuanto a la toma inmediata del poder), tanto los sublevados como el gobierno buscaron la ayuda internacional urgente. Los militares sublevados obtuvieron ayuda rápidamente de la Italia fascista y de la Alemania nazi.
Por su parte el Gobierno republicano de José Giral solicitó el 20 de julio la ayuda de Francia (especialmente aviones) a lo que el presidente del gobierno del Frente Popular francés, el socialista Léon Blum, accedió en principio, pero el escándalo que montó la derecha francesa cuando se filtró a la prensa la petición le hizo desistir de hacer efectivo el envío de los aviones solicitados (aunque al final llegarían pero desarmados). Sin embargo, el factor fundamental en el cambio de actitud del gobierno francés de León Blum fue la posición británica de "neutralidad" en el "asunto español" y de que no respaldaría a Francia si ésta se veía involucrada en una guerra con Alemania a causa de su intervención en la Guerra de España (y para Francia el apoyo británico en caso de guerra era vital). Así pues, "Francia, políticamente muy dividida, tenía que actuar de acuerdo con las posiciones del Reino Unido. El Comité de No-Intervención fue una propuesta concreta que hizo la propia Francia el 1 de agosto de 1936".

### La Unión Soviética

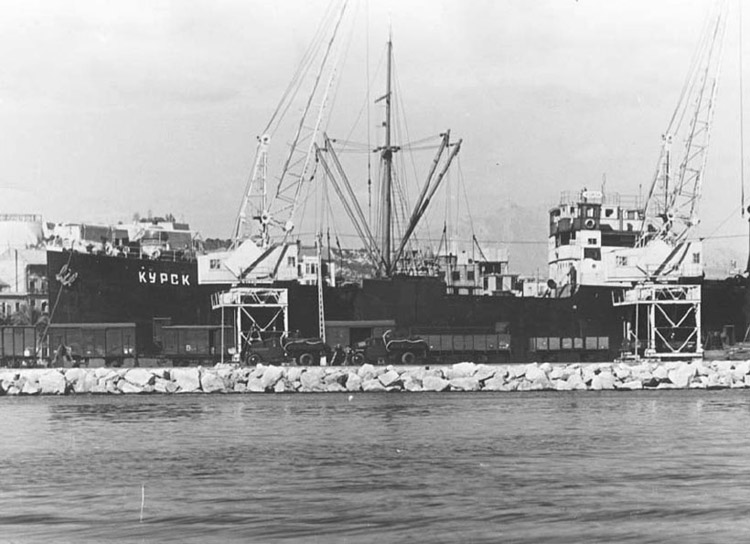
El carguero soviético Kursk desembarcando material militar para la República en el puerto de Alicante.

Los primeros barcos soviéticos cargados de armas pesadas llegaron al puerto de Cartagena el 4 y el 15 de octubre, casi tres meses después de haberse iniciado la guerra civil, mientras los "nacionales" llevaban recibiendo suministros regulares de Italia y de Alemania desde su inicio, y gracias en parte a ello las fuerzas del "Generalísmo" Franco había acumulado victoria tras victoria y estaban a punto de iniciar el asalto a Madrid. "Las cosas cambiaron cuando Stalin decidió intervenir en la contienda".
La primera petición de ayuda soviética (armamento y municiones "de todo tipo y en grandes cantidades") la hizo el gobierno de José Giral inmediatamente después de producirse el golpe de Estado, a través del embajador soviético en París porque no había embajador en Madrid, a pesar de que la República española había establecido relaciones diplomáticas con la Unión Soviética en julio de 1933. Pero Stalin no respondió a la petición porque no quería enemistarse con El Reino Unido y Francia (que defendían la "no intervención) con quienes quería cooperar para frenar a la Alemania nazi, y además Stalin pensaba que ayudar a la República española podría dar la impresión de que tenían razón los que decían que detrás del bando republicano estaba el "comunismo internacional". Por eso la URSS subscribió el 22 de agosto el Pacto de No Intervención.
Pero cuando Stalin tuvo pleno conocimiento de la ayuda que estaba recibiendo el bando sublevado por parte de la Alemania nazi y la Italia fascista llegó a la conclusión de que si la República española era derrotada aumentaría el poder de las potencias fascistas en Europa lo que supondría una amenaza para la Unión Soviética (igual que para Francia, una posible aliada). Así fue como en septiembre de 1936 Stalin decidió enviar material bélico a la República española y ordenó además a la III Internacional o Komintern que organizara el envío de voluntarios, una decisión que fue adoptada por el Secretariado del Komintern el 18 de septiembre de 1936 y de la que surgieron las Brigadas Internacionales.
La URSS envió a la República unos 700 aviones y unos 400 tanques, acompañados de unos 2000 técnicos, pilotos y asesores militares (y también agentes del NKVD, la policía secreta estalinista, bajo el mando de Alexander Orlov). Asimismo envió combustible, ropa y alimentos, parte de ellos sufragados con donaciones populares.

### Las Brigadas Internacionales

Bandera de las Brigadas Internacionales.

Las Brigadas Internacionales no se formaron espontáneamente como sostuvo la Internacional Comunista, sino fue ella quien las organizó (a partir de la decisión tomada por su Secretariado el 18 de septiembre de 1936, a instancias de Stalin) y del reclutamiento y de los aspectos organizativos se encargaron dirigentes del Partido Comunista Francés, encabezados por André Marty (el centro de reclutamiento se estableció en París). Pero muchos de sus integrantes sí fueron verdaderamente "voluntarios de la libertad" (como decía la propaganda republicana) llegados desde los países dominados por dictaduras y por el fascismo, como Alemania, Italia o Polonia, pero también de los países democráticos como Francia (que aportó el mayor número de brigadistas, unos 9.000), el Reino Unido y Estados Unidos (con el famoso batallón Lincoln que llegó más tarde, a finales de 1936, y cuya entrada en combate se produjo en la batalla del Jarama en febrero de 1937). Así pues, las Brigadas Internacionales no eran el "Ejército de la Komintern" como aseguraba la propaganda del bando sublevado, instrumento de la política de Stalin. Un trabajador inglés que se enroló en las Brigadas Internacionales le explicó así en una carta a su hija por qué había venido a combatir a España:

De todos los países del mundo, gente obrera como yo han venido a España a parar al fascismo. Así, aunque estoy a miles de millas de ti, estos luchando para protegerte a ti y a todos los niños de Inglaterra, así como a la gente de todo el mundo

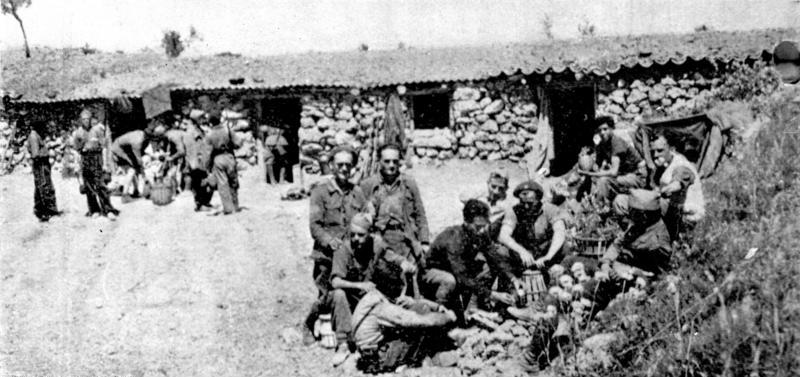
El batallón Etkar André de las Brigadas internacionales.

Hugh Thomas en su obra clásica sobre la guerra civil española cifró el número de brigadistas que combatieron en España en unos 40 000, muy lejos de los 100 000 que daba la propaganda franquista para hinchar la influencia del "comunismo internacional". Estudios más pormenorizados y recientes sitúan la cifra en algo menos de 35 000, no muy lejos por tanto de la cifra estimada por Thomas. Lo que también está demostrado es que nunca hubo más de 20 000 combatientes a la vez y que murieron en combate unos 10 000.
El centro de entrenamiento se situó en Albacete y allí se organizaron las cinco brigadas numeradas de la XI a la XV. La XI, mandada por el general soviético Kléber, y la XII, mandada por el escritor húngaro Maté Zalka "Luckács", tuvieron un papel destacado en la batalla de Madrid.
Los voluntarios canadienses formaron el Batallón Mackenzie-Papineau (los Mac-Paps). También hubo un pequeño grupo de pilotos estadounidenses que formaron el Escuadrón Yankee, liderado por Bert Acosta. Hubo brigadistas famosos, escritores y poetas como Ralph Fox, Charles Donnelly, John Cornford y Christopher Caudwell que describirían sus experiencias en el frente.
En 1938 el número de brigadistas se había reducido ostensiblemente (quedaba un tercio aproximadamente) y el 21 de septiembre de ese año el presidente del gobierno republicano Juan Negrín anunció en Ginebra, ante la Asamblea general de la Sociedad de Naciones, la retirada inmediata y sin condiciones de todos los combatientes extranjeros que luchaban en el bando republicano, con la esperanza de que el bando sublevado hiciera lo mismo. Un mes después, el 28 de octubre de 1938, desfilaban por última vez por las calles de Barcelona las Brigadas Internacionales en un acto encabezado por el presidente de la República Manuel Azaña y el presidente del gobierno Juan Negrín al que asistieron unas 250 000 personas. Por esas mismas fechas Mussolini retiró unos 10 000 soldados del CTV "como gesto de buena voluntad" hacia el Comité de No Intervención, pero unos 30 000 soldados italianos siguieron combatiendo en España hasta el final de la guerra.

### La ayuda de México y de otros países
México apoyó la causa republicana de forma militar, diplomática y moral: proveyendo a las fuerzas leales de 20 000 rifles, municiones (se habla de un aproximado de 28 millones de cartuchos), 8 baterías, algunos aviones y comida, así como creando asilos para cerca de 25 000 españoles republicanos, dando protección, techo, alimentación y comida a miles de intelectuales, familias y niños que llegaron al puerto de Veracruz. Francia facilitó a la República al principio de la guerra aviones y pilotos, por los que cobró unos 150 millones de dólares.